# Óscar Domínguez
Óscar Manuel Domínguez Palazón, conocido como Óscar Domínguez (San Cristóbal de La Laguna, Santa Cruz de Tenerife, Canarias, 3 de enero de 1906 – París, 31 de diciembre de 1957) fue un pintor surrealista español perteneciente a la generación del 27.

## Biografía

### Infancia

#### Nacimiento y circunstancias

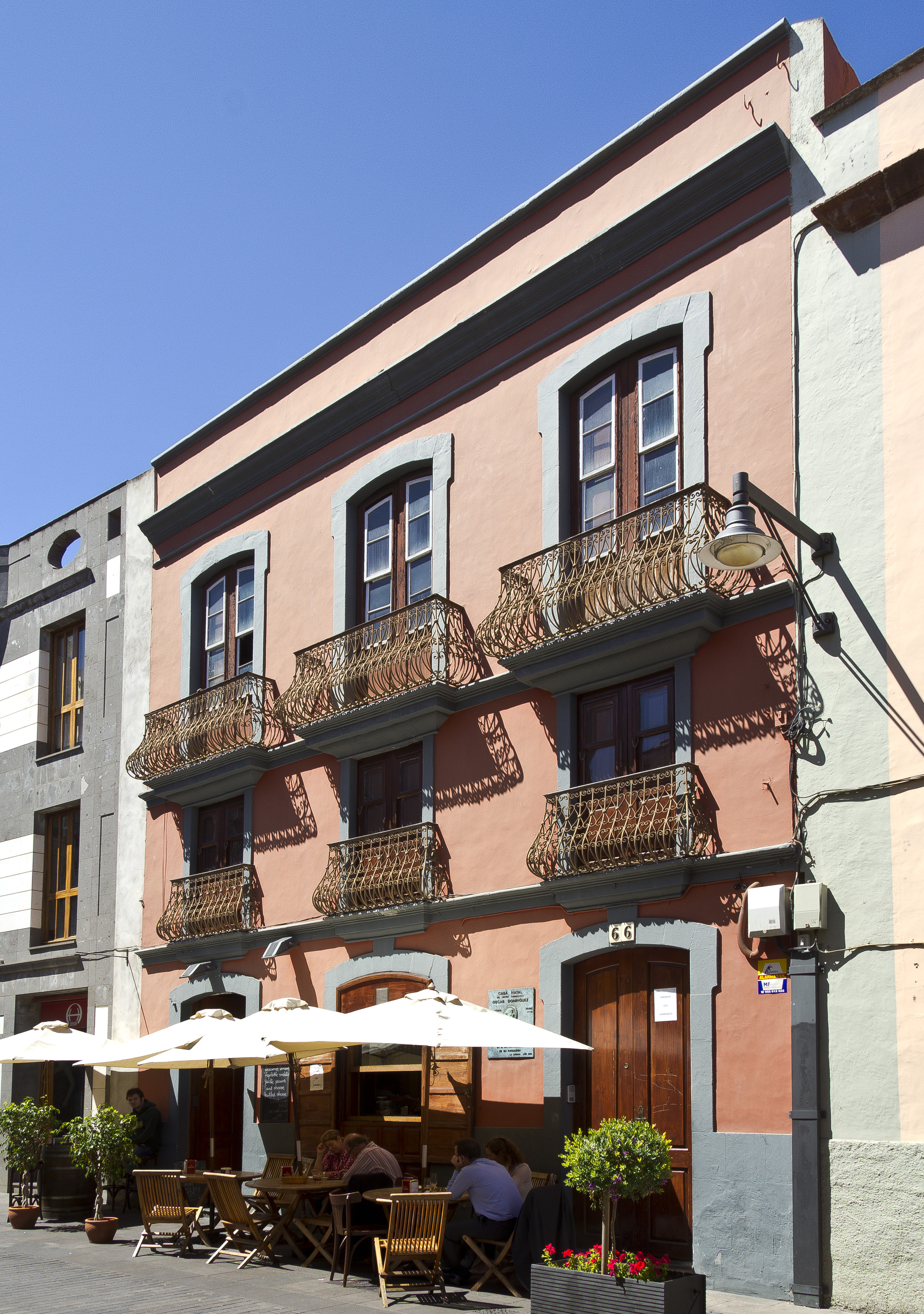
Casa natal.

Óscar Manuel Domínguez Palazón nació el 3 de enero de 1906 en la casa marcada entonces con el número 64 de la calle Herradores de La Laguna, en Tenerife, Islas Canarias. Fue el único hijo varón del matrimonio formado por Antonio Andrés Domínguez, un terrateniente poseedor de extensas propiedades agrícolas de Tacoronte, y María Palazón Riquelme, lagunera de familia de procedencia murciana; «fruto, según se murmujeaba, del reencuentro de la joven pareja tras algunas desavenencias por líos de faldas. Andando los años, el propio Óscar se vanagloriaría de ser fruto del amor renacido, e incluso pondría en labios de la madre moribunda una hipotética conversación con su padre, con la que [...] quiso proteger para siempre a l'enfant de notre reconciliation, que ne sois jamais de chagrin.»; de esta manera y de acuerdo con el pintor, su madre, en su lecho de muerte, le habría hecho jurar a su padre que el niño no lloraría jamás. Su bautizo se celebró en la Parroquia Matriz de Nuestra Señora de la Concepción de la misma ciudad el 26 de abril. Fueron padrinos su hermana Julia Domínguez Palazón, que contaba entonces con doce años de edad, y José Izquierdo Domínguez, primo hermano y estrecho amigo de Antonio Domínguez.
«Al hecho de ser hijo del amor le atribuyó Domínguez un valor premonitorio. Su madre -tal como le confesaría en París a su amigo Marcel Jean- había sufrido un intento de envenenamiento a manos de una mujer con quien su padre mantenía relaciones. Fruto de la reconciliación entre sus progenitores fue su nacimiento». En relación con el episodio sobre la tentativa de intoxicación de María Palazón, el también pintor Marcel Jean recupera textualmente información oral proporcionada por el mismo Óscar Domínguez:

«Avant ma naissance -ma mère- lui avait déjà donné deux filles. Il s'éprit de une femme habitant dans una propiété voisine de la sienne. Cette espagnole, très belle, devint sa maîtresse; elle lui rendait parfois visite dans sa demeure, ma mère acceptant en silence la prèsence de sa rivale. Un jour que tous trois prenaient le café, ma mère trouva au liquide un goùt singulier; elle s'abstint de la boire et s'arrangea pour remporter les tasses à l'office, où elle versa le contenu de la sienne dans una petite bouteille, puis elle le fit analyser par un pharmacien. Le breuvage contenait du poison.»

Investigaciones subsecuentes desmentirían la versión de Óscar Domínguez con respecto a estos hechos, «ya que la que vertió el veneno en la copa de la madre de Óscar Domínguez no fue una propietaria de una finca vecina, sino una sirviente de la casa». En cuanto a la solicitud de juramento que Domínguez pone en boca de su madre, también recogido por Jean:

«Notre fils, lui dit-elle, l'enfant de notre reconciliation, je veux qu'il ne soit jamais de chagrin. Jure-moi que ce enfant ne pleurera jamais.»

Todo parece indicar que esto último es falso, «ya que sus hermanas así lo afirman. Tal juramento es producto de la fantasía de Domínguez».

#### Primeros años

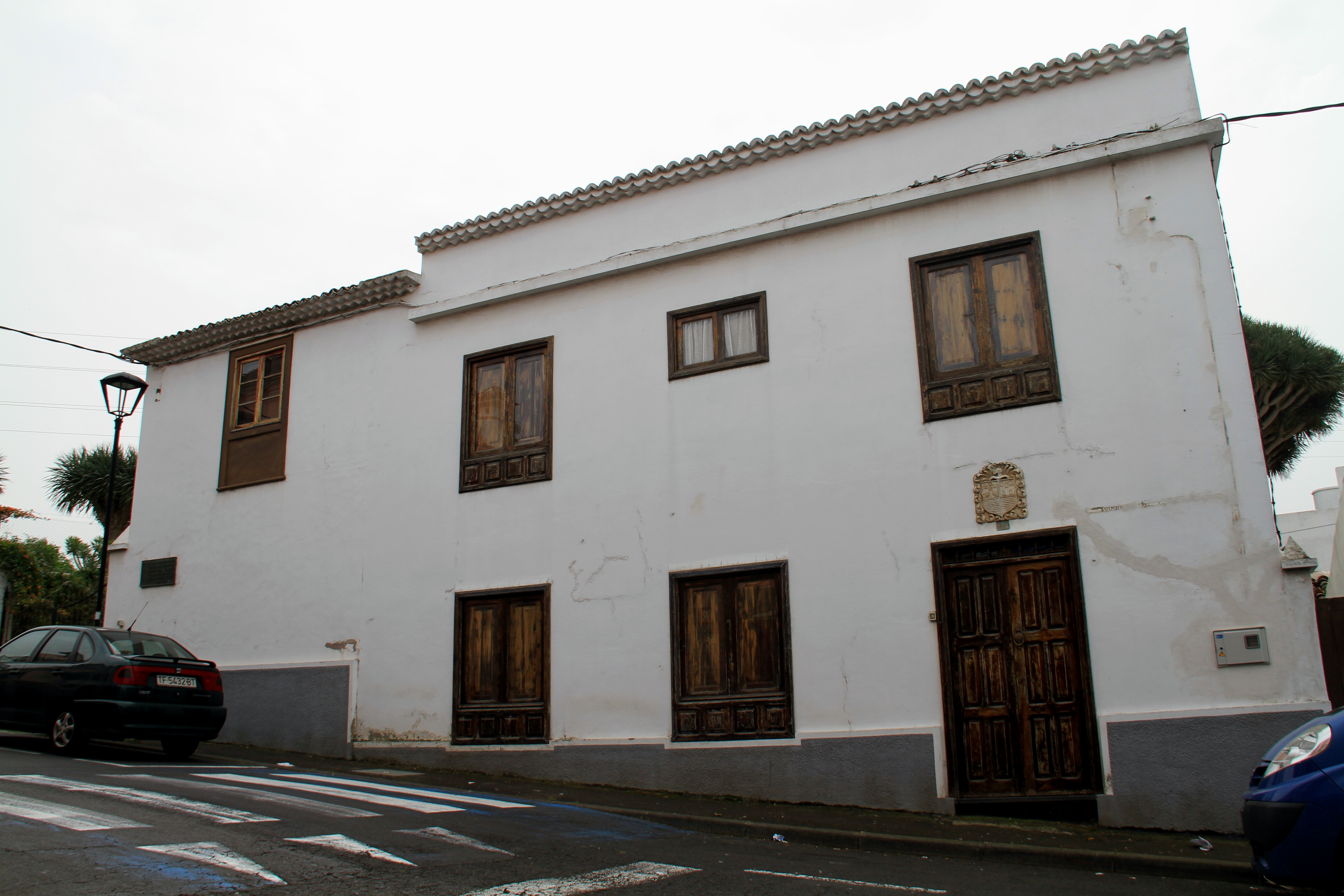
Residencia en Tacoronte.

Cuando Óscar Domínguez cuenta con un año de edad, su madre, de veintinueve, queda nuevamente embarazada. María Palazón Riquelme daría a luz una niña en la misma casa donde naciera Óscar el 21 de diciembre de 1907. La recién nacida, de nombre María Demetria, fallece sin embargo a los dos días, de acuerdo con el acta parroquial de defunción «de vicio de conformidad»; es decir, a causa de una malformación física o, más concretamente, por su deformación craneal. Tres semanas después fallecería asimismo María Palazón a causa de una septicemia puerperal. A sus tres años, Domínguez contrae a su vez la corea de Sydenham, conocida popularmente como «mal de San Vito», tras el susto ocasionado por el encuentro con un perro. Los síntomas fueron la pérdida del habla y una parálisis que lo tuvo postrado durante dos años. En este tiempo solo podría realizar movimientos involuntarios. No llegará a recuperarse totalmente hasta los cinco años de edad.
Al quedar huérfano de madre, atrae Domínguez los cuidados de sus dos hermanas mayores y de su abuela paterna Federica. Ya entonces, «se podía adivinar su vocación de pintor, pero lo que había causado mayor extrañeza durante su infancia era la arbitrariedad de su carácter, su rebeldía natural, su falta de prejuicios o hábitos morales. De una manera natural se desarrollaba su individualismo frente a toda norma y a toda conducta establecida». El trato con las sirvientas de la casa habría implicado asimismo un factor de consideración en la configuración temprana de su personalidad. Inicialmente, se resaltará la posible influencia «de una fiel sirvienta de gran hermosura campesina e inclinación a tradiciones orales de brujería, llamada Concha la "Corre-Corre"»; sin embargo, posteriormente se señala como «falsa la importancia que le concede Eduardo Westerdahl a una de las criadas de la casa, llamada Concha "la corre-corre". Westerdahl ha difundido la leyenda de que era una hechicera que echaba las cartas y que introdujo a Óscar en el mundo de las artes mágicas y la superchería popular. Según la información [...] de sus dos hermanas esto es completamente falso».
El padre de Óscar Domínguez, Antonio Andrés Domínguez de Mesa, a quien el pintor habría admirado con vehemencia, ha sido retratado por diferentes crónicas o testimonios como «refinado», «elegante», «culto», «solitario», «buen conversador», «de elegante atuendo», así como «algo mujeriego». Emprendía frecuentes viajes a Europa, donde se proveería de instrumentación; un telescopio, cámaras fotográficas, prismáticos, etc. Tendente al coleccionismo, complementan su residencia libros de tricromías, restos óseos de aborígenes, mariposas disecadas, cerámicas y paisajes de su autoría. Poseedor de una habilidad manual extraordinaria, de acuerdo con el pintor, «Il était agronome, ingénieur, peintre, mécanicien. C'est lui d'ailleurs qui m'a appris 'a peindre»; los paisajes de amateur al óleo que realizara Antonio Andrés suponen las primeras lecciones pictóricas de Óscar Domínguez. Por otra parte, Domínguez de Mesa, de ideales liberales y vocación política, resulta investido alcalde de Tacoronte durante la Segunda República. El liberalismo «condicionó en cierto modo la educación de Óscar, ya que su padre permitía dar rienda suelta a su personalidad infantil y no recurría a castigos y reprimendas».
Hasta la edad de ocho años, Óscar Domínguez y su familia residen en la calle Herradores de La Laguna, pasando alguna temporada en Santa Cruz de Tenerife y veraneando en la casa paterna de Tacoronte, en el barrio de El Calvario. Con el fallecimiento de María Palazón, el padre de Óscar intensificará su presencia en Tacoronte para mejorar el control de la explotación de las tierras de su propiedad; es entre los años 1913 y 1914 cuando se estima que la familia Domínguez establece su residencia definitiva en la casa de El Calvario.
En su niñez, impresiona vivamente al futuro artista la muerte de su prima Mariquita, compañera de juegos de su misma edad; ya en su adultez, rememorará cómo en su sepelio la niña fue enterrada en una caja de tapa de cristal. Finalmente, «el anecdotario de sus travesuras infantiles es inacabable. En cierta ocasión se cuenta que en la playa de Guayonge salió a remar con un pequeño bote que se había construido [...] y se salvó gracias a unos pescadores que se tiraron para rescatarle. En otra ocasión le arrancó una muela de oro a su primo Juanito Domínguez porque no tenía dinero para ir al cine».

#### Vecindad en Tacoronte

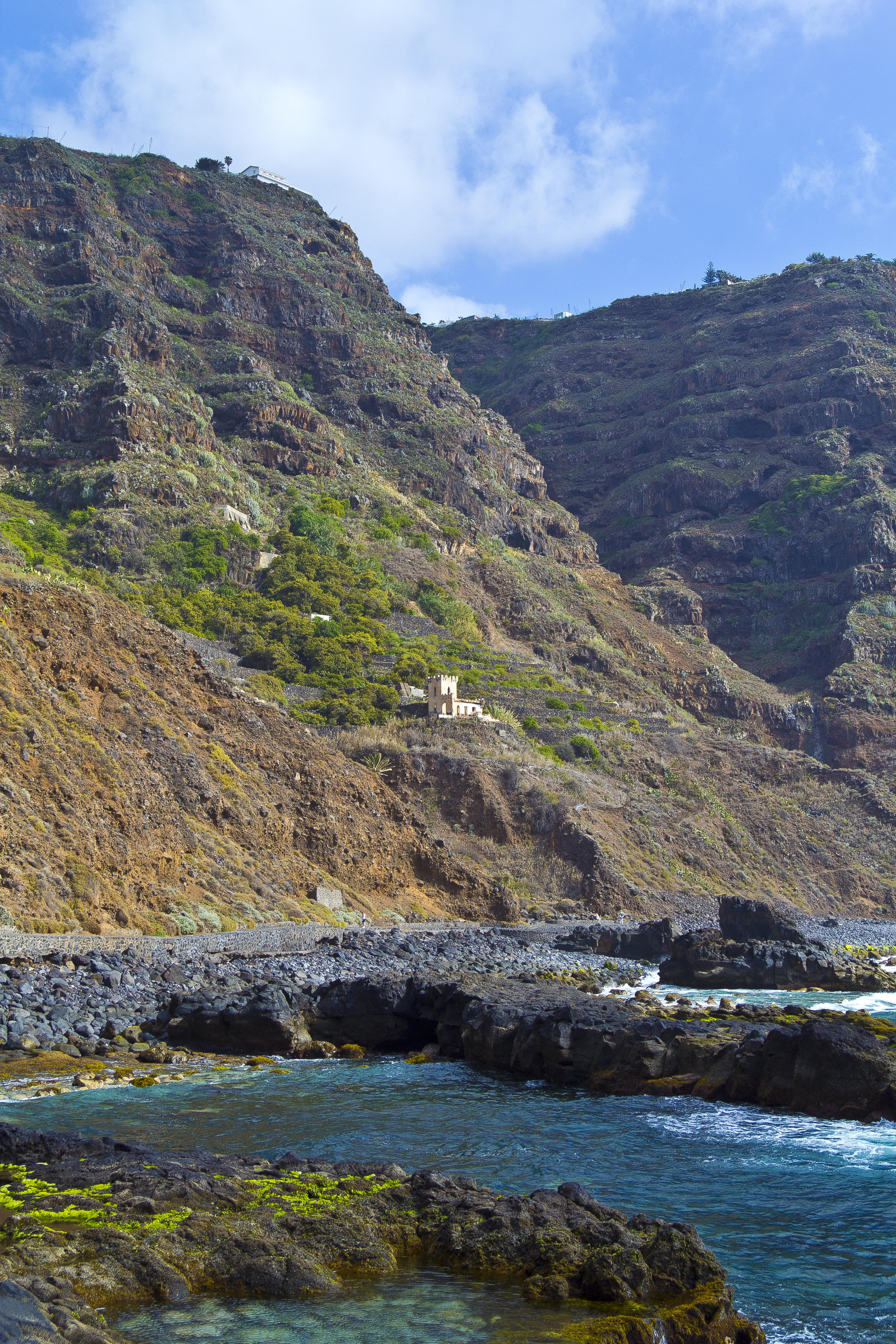
Finca en Guayonje.

Los juegos infantiles de Óscar Domínguez en las playas de arena negra como las de Guayonje, los escarpados barrancos de la región o el jardín de su casa de El Calvario, junto con otras particularidades características de Tacoronte, proveerán al futuro artista de una imaginería personal que habría de verse reflejada posteriormente como parte integrante de su obra.
En Tacoronte, el padre de Óscar Domínguez prestaría especial atención a su finca de Guayonje, provista de varias series de bancales al pie de un acantilado de unos 700 m.s.m.; Antonio Domínguez habría diseñado para el terreno un sistema de riego propio, así como un modelo de teleférico a motor mediante el cual se valdría para el transporte de los productos, el ascenso de la cosecha de plataneras y el descenso de provisiones. Posteriormente, se hace construir adjunta una casa de veraneo en un pequeño altozano rodeado de cañaverales y cercano al mar, caracterizada por su pequeño torreón coronado de almenas, que le daría el aspecto de un castillete.
La casa de Óscar Domínguez en Tacoronte se halla en un enclave dominado entonces por una serie de alhóndigas. Años después de su muerte, el político, periodista y amigo personal del pintor, Elfidio Alonso Rodríguez, recuerda:

«En una de esas alhóndigas, la situada exactamente frente a la casa de Domínguez, asesinaron a una pobre borracha que la había tomado por hogar. Amaneció colgada de una ventana, cosida a puñaladas. El horrendo crimen se perpetró antes de nacer nosotros, pero se oía en nuestra infancia como un romance de ciegos.»

La imagen de la prostituta empalada puede encontrarse en uno de sus óleos de 1934, Recuerdo de mi isla o Paisaje de Canarias.
En el huerto de la misma casa de El Calvario, crecía además un antiquísimo ejemplar de drago, el cual, antes de caer derribado por un temporal, habría de convertirse en uno de los iconos más sugestivos de su pintura.

### Juventud

#### Bachiller en La Laguna
A los doce años de edad, Óscar Domínguez es enviado por su padre como interno a un pensionado de estudiantes anexo al Instituto de Segunda Enseñanza de La Laguna. Del año 1924, cuando aún no había concluido sus estudios en el Instituto, data un testimonio fotográfico que evidencia su temprana vocación pictórica; en una terraza de su casa de Guayonge posa ante un cuadro suyo que representa un desnudo femenino y cuyo estilo recuerda a la estética del art decó. Asimismo, de 1924 y 1925 se conservan algunas primeras ilustraciones de Domínguez a lápiz y acuarela, tales como Mujer con mantón y fondo urbano, Retrato de mujer, Cabeza de mujer y Mujer con pañuelo.
Sus estudios en el Instituto de La Laguna no fueron nada brillantes; el mismo día que expiraba el plazo de matrícula para el curso 1921-1922, Antonio A. Domínguez acude al centro para formalizar el ingreso de su hijo como repetidor en las asignaturas de primero de bachillerato; al mismo tiempo, inscrito a todos los efectos en el centro oficial de estudios de La Laguna, Óscar Domínguez figurará en las listas de alumnado del Establecimiento de Segunda Enseñanza de Santa Cruz de Tenerife. En el curso académico 1922-1923, Domínguez es matriculado de nuevo por su padre en seis asignaturas, de las que solo aprobará la pendiente e Historia de España, beneficiándose además de un suficiente general en Gimnasia; no se presentaría al examen de las tres restantes asignaturas en las dos convocatorias de ese mismo año. Por último, es inscrito en el curso 1923-1924 del centro, sin que acuda a las pruebas finales. Es en este último periodo cuando el pintor renuncia definitivamente a sus estudios.

#### Primera estancia en París
Óscar Domínguez habría abandonado la isla de Tenerife a los diecinueve años y marchado a París donde, según su propio testimonio, «se encontraba desde enero de 1925»; su padre habría enviado al joven pintor a la capital francesa para que desempeñara las funciones de oficinista junto a su representante en el envío de frutas, no ejerciendo para la empresa ninguna función de responsabilidad económica destacable. Por su parte, «Óscar Domínguez estaba interesado en hacerse pasar por representante de una juventud despreocupada y alegre, de una "jeunesse dorée".» Esta razón podría haber motivado parte de sus semblanzas de la época: 

«En fait e passais le plus clair de mon temps à faire la fête. Il m'arrivait d'apparaître aux Halles, vers cinq heures du matin, sortant d'une boîte de nuit; dans le bureaux des comissionnaires»

En esta primera estancia parisiense, Óscar estuvo acompañado por su hermana Antonia y por su cuñado, el también pintor Álvaro Fariña, quienes se hallaban instalados en un apartamento de la ciudad. El mismo año, Domínguez es llamado a filas para el ejercicio del servicio militar obligatorio. Sin embargo, no se incorpora en su momento a la milicia al solicitarse formalmente la reducción del servicio, para cuya concesión se requerirá el abono de una cuota total de cinco mil pesetas; de esta forma, Óscar Domínguez ingresaría posteriormente en la milicia bajo la denominación popular de «recluta de cuota».

#### Servicio militar
Próxima la fecha de su ingreso en el cuartel para el cumplimiento del periodo de formación castrense, es depositada en el consulado de España de la capital francesa una instancia dirigida al capitán general de Canarias en Santa Cruz de Tenerife, con firma de Óscar Domínguez Palazón en París el 24 de septiembre de 1927, por la que se solicita la prórroga de la fecha de incorporación del signatario al Ejército. Justifica esta petición la razón de encontrarse el artista por entonces en París «dedicado al comercio de frutas y que abandonarlo le acarrearía grandes perjuicios que ocasionarían casi totalmente la pérdida del negocio con el que gana el sustento de la vida»; esto es, que «no podría estar en las islas en el momento de ser citado, no queriendo caer en falta alguna cuando a su llamada no se encuentre en ésa, teniendo fielísima intención de cumplir sus deberes militares tan pronto le sea factible». El escrito de petición de prórroga es enviado por el consulado español al Ministerio de Estado de Madrid para su remisión por conducto reglamentario a la Capitanía General de Canarias, donde tendría entrada en las oficinas de Estado Mayor el 28 de octubre. Sin embargo, la instancia no se incluye en la Caja de Reclutas de Tenerife para su informe preceptivo hasta el 7 de enero de 1928. La prensa local sin embargo daría constancia de la presencia de Domínguez en su tierra natal a finales de marzo de 1927, al informar sobre el banquete de reconocimiento que el día veinte ofrecieran «los socios, amigos y admiradores» del joven pintor en los salones del Círculo Minerva de Tacoronte, cuyas paredes él mismo habría decorado. Entre los oradores intervinientes en el acto figurará el periodista tacorontero Antonio Dorta. La solicitud de prórroga de ingreso resultaría finalmente denegada.
En Tenerife permaneció Óscar Domínguez el tiempo que duró el periodo de instrucción en el acuartelamiento de costa del Regimiento Mixto de Artillería, que concluyó en octubre del mismo 1928. De esa etapa de su vida se conserva al menos un testimonio gráfico de su ejercicio en el servicio militar. Durante su instrucción en el Ateneo, Domínguez tendría noticias del colectivo multidisciplinar de artistas Pajaritas de Papel y el desarrollo de sus actividad teatral en torno al Círculo de Bellas Artes de Tenerife por mediación del poeta y compañero en el servicio militar, Domingo López Torres. Inmediatamente después de haber completado el tiempo de servicio en filas, jurar bandera y obtener licencia ilimitada como soldado de cuota, Domínguez eleva un nuevo escrito a la autoridad militar del archipiélago, el 8 de noviembre inmediato, en solicitud de autorización para «regresar a París, siéndole de absoluta necesidad el volver a la citada capital de Francia, por el tiempo de un año, para atender a sus intereses, que se encuentran en la actualidad en estado de abandono, a la vez que se compromete a presentarse en todo momento en que la Nación lo exija». En el informe correspondiente, firmado el día 13, el coronel del regimiento mixto de Artillería de Tenerife «estima que pudiera accederse a lo solicitado» de acuerdo a la anotación mecanografiada al margen del escrito de referencia. En razón del requerimiento de su persona para el otorgamiento de poder frente a notario mediante firma, Domínguez habría permanecido, al menos, hasta el 30 de enero de 1929 en Tenerife.

##### Exposición del Círculo de Bellas Artes de 1928
A finales de 1928 Óscar Domínguez expone sus primeros lienzos en el Círculo de Bellas Artes de Tenerife junto con la pintora francesa Lily Guett. El catálogo de la exposición recoge sus siguientes obras: La violinista de "Fetiche", Vendedores ambulantes, En casa de la modista, La partida de naipes, Formas, Arlequín y su mujer, Las muchachas que van por agua, Hombre pintando, Mujer con bufanda roja, La Exposición, así como tres trabajos sobre Naturaleza muerta. Las obras son por entonces duramente criticadas, en particular por el escritor Ernesto Pestana Ramos, uno de los redactores de la revista La Rosa de los Vientos:

«Si preguntáramos a Óscar Domínguez qué se propuso hacer manchando unas telas sin orden preconcebido, sin combinación plástica de masas y colores, seguramente no sabría responder a la pregunta. O si contestara con sinceridad, diría: "He querido hacer que no se me entienda haciendo un cubismo que yo no he entendido".»

#### Muerte de Antonio Domínguez
El 10 de septiembre de 1931 Óscar Domínguez pierde a su padre Antonio Domínguez de Mesa, quien fallece acosado por los acreedores y dejando a su familia en una situación económica comprometedora; la familia perdería el derecho sobre la mayoría de los bienes de Antonio A. Domínguez ante las deudas contraídas por su propietario. En este momento, Óscar decide regresar a Tenerife para intervenir en la gestión administrativa de la herencia de su padre, con escasos logros. En enero de 1932 retorna a París. Hasta entonces Óscar Domínguez se habría mantenido gracias a una asignación mensual que recibía de Canarias. El joven pintor decide entonces ofertar sus servicios para la industria publicitaria. A raíz de los acontecimientos, Domínguez iniciará en estas fechas sus trayectoria como profesional del diseño, «oficio que -según Jean- ejerció con imaginación, facilidad y desgana».
En este tiempo el pintor asiste a exposiciones de pintura moderna y frecuenta academias en las que se dibuja del natural con modelos a fin de mejorar sus dotes profesionales. La mayor parte de su trabajo como publicista, de la cual apenas se conservan obras, datan de 1934; entre ellas se halla un anuncio para la marca de caramelos de mantequilla Kréma encargado por la Office International de Publicité et d'Edition, así como un cartel turístico para el Patronato de Turismo del Cabildo Insular de Tenerife. Por otra parte, Óscar Domínguez recurrirá durante estos años a la falsificación de obras consagradas de autores como Monet o Sisley para la obtención de una mayor ganancia económica.

### Trayectoria profesional

#### Exposiciones en Canarias

##### Exposición del Círculo de Bellas Artes de 1932
En 1932 Óscar Domínguez presenta sus primeros lienzos surrealistas en la exposición anual del Círculo de Bellas Artes de Tenerife entre el 18 y el 31 de diciembre junto a la obra de Robert Gumbricht, Servando del Pilar, Álvaro Fariña, Pedro de Guezala, Francisco Borges y Francisco Bonnin. Domingo López Torres dedicará un elogioso artículo a la muestra del pintor en La Prensa el 21 de diciembre. Otro reportaje, firmado por «Leonardo», recogerá positivamente la propuesta pictórica de Óscar Domínguez en el reportaje Exposición del Círculo de Bellas Artes el 29 de diciembre en el periódico Hoy.

«De lo más avanzado y audaz de la exposición de este año son los cuadros de Óscar Domínguez.Surrealista, navegando por las alcantarillas de sí mismo, nos descubre verdaderos paisajes interiores, no de tanto valor desde el punto de vista pictórico (aunque Visión de París es de una perfecta realización) como desde el punto de vista científico, como documento psíquico de la época, como psicograma perfecto: la pintura al servicio de la ciencia.»

##### Exposiciones de Gaceta de Arte de 1933

###### Exposición individual del Círculo de Bellas Artes
En 1933 Domínguez envía desde París al equipo de redacción de Gaceta de Arte el texto Revista internacional de exposiciones, el cual resulta publicado en marzo del mismo año por la propia gaceta en su número 13. Poco después Domínguez realiza un nuevo viaje a Tenerife acompañado por Roma, una consumada pianista polaca, hija de un médico y de una traductora de consignatarios de buques, de amplia cultura y un gran dominio de los idiomas. Aunque los padres de Roma tenían una posición económica elevada, su hija vivía separada de ellos sin recibir asignaciones económicas. Óscar y Roma convivirán durante este tiempo llevando una vida bohemia, con algunas penalidades en el barrio de Montmartre.
La primera exposición individual de Óscar Domínguez es organizada por el grupo de Gaceta de Arte y celebrada en el Círculo de Bellas Artes de Tenerife entre el 4 y el 15 de mayo. Gaceta de Arte incluirá paralelamente un breve artículo sobre la muestra en su número 15 del mismo mes. Para esta ocasión se exhibirán los lienzos del surrealista tinerfeño Mujer invisible, Niveles del deseo, «La France», Edipo, El enigma de la inspiración, Estudio para autorretrato, «Extase», Efecto surrealista, Muerte de un buey, Tarde de amor nº 1, Tarde de amor nº 2, El deseo, Asunto decorativo, Mi país natal, así como un segundo Efecto surrealista. Eduardo Westerdahl publica en La Tarde un primer reportaje el 9 de mayo, Círculo de Bellas Artes: La exposición surrealista del pintor Óscar Domínguez, mientras Domingo López Torres le dedica dos artículos: Expresión de Gaceta de Arte: ¿Qué es el surrealismo? y Expresión de Gaceta de Arte: el surrealismo.

«Las 15 obras que presenta muestran dentro de la tendencia surrealista la temática de lo sexual. O.D. hace grandes exploraciones en la subconsciencia, regresando en todas sus telas con una dominante en que aparecen los instintos reprimidos. Pintor de gran capacidad imaginativa, conduce su pintura con gran sinceridad y se expresa plásticamente con tintas de gran placidez.»

De la redacción publicada por Eduardo Westerdahl a tenor de la muestra de 1933 se extrae el siguiente comentario:

«Óscar Domínguez, dentro de su escuela, ¿cómo procede? Vayamos más cerca aún. Afirmemos: Óscar Domínguez, en su vida privada, desde los pies a la cabeza, en todas las direcciones de sus pasos, es auténticamente surrealista. Él ama la tendencia como cosa propia, como trozo de él mismo. No es la impostura de un "snob". Es la más sincera consecuencia de una psicología extraña. Óscar se aparta de la perfecta construcción objetiva, de las formas reales de Salvador Dalí. Dalí ama las formas. Óscar está más dentro del sueño. Asi Dalí marca la pauta de acabar los cuadros; Óscar no los acaba. Cuando se encuentra con un cuerpo lo expande como si trabajara en gases. El gas es su perfecto vehículo del sueño.»

###### Exposición del Círculo Mercantil de Las Palmas
Tres meses después de la exposición en el Círculo de Bellas Artes de Tenerife, Óscar Domínguez participará junto con Servando del Pilar y Robert Gumbricht en una exposición colectiva organizada nuevamente por Gaceta de Arte en el Círculo Mercantil de Las Palmas, en Gran Canaria. En esta ocasión serán cuatro los artículos publicados sobre la muestra: Visión: Óscar Domínguez, Pasen, señores, pasen!..., g.a. en Las Palmas: Óscar Domínguez, y La exposición de 'Gaceta de Arte' en el Círculo Mercantil.
Agustín Espinosa, residente en estos años de la ciudad de Las Palmas de Gran Canaria, expresaría sus impresiones sobre la obra del pintor en los siguientes términos:

«Óscar Domínguez porta su humanidad tropical y fáunica. Un dios sexual le inspira y contiende. Sueños de tortura y pesadillas de amor se desperezan en sus lienzos. Lo sobrerreal sacude los railes de su tren en llamas. Un buque fantasma le arrastra por un borrascoso mar florecido de olas como lenguas de mujer, poblado de peces como femeninos sexos, surcado de corrientes como largos espasmos, agitado por vientos de un deseo insatisfecho y eterno.»

Por su parte, José Mateo Díaz refiere en el periódico La Provincia:

«Frente a la pura limpieza, serenidad, de Servando del Pilar, Óscar Domínguez  destaca la suciedad -sin reproche- de sus erotismos surrealistas. Colores opacos, mates, convulsos. Formas mezcladas, revueltas, donde la líbido calenturienta ve caballos con pechos femeninos, cuerpos o trozos de cuerpos de mujeres fundidos con formas de la más diversa catadura, elementos y alusiones sexuales en todas partes. Todo está en este pintor revuelto de la manera más arbitraria y personal. La imaginación construye sin trabas de ninguna especie, en desenfreno orgiástico y un poco demoniaco. Es el mundo agitado, espeso, revuelto de los sueños y la subconciencia, sobre el cual Freud y los psicoanalistas han tratado de hacer algo de luz. Todo está cargado de un cerrado dramatismo de locura.»

##### Exposición surrealista de 1935
Gracias a la mediación de Óscar Domínguez, el equipo de redacción de Gaceta de Arte entra en contacto con el círculo surrealista de París; como consecuencia de este encuentro, se celebra en 1935 la II Exposición Internacional de Surrealismo en el Ateneo de Santa Cruz de Tenerife; la primera muestra de estas características celebrada en España y la segunda dentro de su género con una pretendida proyección internacional. El evento, encabezado por Agustín Espinosa como presidente del Ateneo y secundado por el resto de componentes de la gaceta contaría con la presencia de los franceses André Breton, su mujer Jacqueline Lamba y el escritor Benjamin Péret; la asistencia del poeta surrealista Paul Éluard habría sido asimismo inicialmente prevista. La exhibición, abierta al público entre los días 11 y 21 de mayo, conlleva la presentación de un conjunto de 76 obras conformado por óleos, acuarelas, aguafuertes o fotografías de artistas como Pablo Picasso, Joan Miró, Salvador Dalí, Max Ernst, Alberto Giacometti, Hans Arp, Man Ray, René Magritte, Marcel Duchamp, Yves Tanguy, Victor Brauner o el propio Óscar Domínguez, entre otros. Paralelamente, la proyección de la película de 1930 La edad de oro del director Luis Buñuel habría sido programada para la clausura de la muestra; sin embargo, diversas movilizaciones institucionales y mediáticas promovidas por colectivos católicos insulares propician la prohibición desde la Gobernación civil de sus diversos pases cinematográficos.

##### Exposición de Arte Contemporáneo de 1936
En 1936, tras el padecimiento de una fiebre paratifoidea, Domínguez regresa a Tenerife para su participación presencial en la Exposición de Arte Contemporáneo celebrada entre el 10 y el 20 de junio en el Círculo de Bellas Artes; una iniciativa organizada a instancias del grupo de Gaceta de Arte en colaboración con la asociación ADLAN. La exposición presenta al público sus lienzos Máquina de coser electro-sexual, Recuerdo de mi isla, Cueva de guanches, Tengo razón y Mariposas perdidas en la montaña, así como cuatro dibujos. El 20 de junio, durante el acto de clausura de la exposición, Domínguez pronuncia una conferencia en la que evoca «la significación del objeto surrealista, los trabajos de Giacometti y explica una de las leyendas de uno de los cuadros que más expectación había causado en los visitantes de la exposición. Al llegar a este punto se advierten protestas en la sala que son sofocadas por el mismo público, quien prorrumpió en un largo aplauso al obtener del propio Domínguez la explicación del cuadro. Seguidamente continúa la conferencia en un tono delirante». Eduardo Westerdahl publicaría una nota dedicada a Domínguez en el número 38 de Gaceta de Arte, así como un artículo en La Prensa, el 13 de junio. 
Tras el alzamiento militar de julio, el pintor encuentra refugio en Puerto de la Cruz, en casa de su hermana Julia. El día 13 de agosto escribe a Marcel Jean:

«...pensaba estar en París el 22 de julio pero el mismo día de mi marcha estalla la revolución en España. Ahora, espero a ver qué ocurre y, a la primera ocasión, me iré a París. No puedo escribir nada, ahora no se puede escribir. Me limito, pues, a decirte que estoy en un buen lío. Espero poder verte pronto...»

Con la adquisición de un pasaporte falso, Domínguez escapa del país a través de un barco frutero para fijar su estancia definitivamente en Francia.

#### Grupo surrealista de París
En el número 28 de Gaceta de Arte de julio de 1934, Óscar Domínguez publica Carta de París. Conversación con Salvador Dalí; desde al menos esta fecha dataría el encuentro del pintor tinerfeño con el grupo surrealista parisiense. El encuentro entre Domínguez y André Breton habría tenido lugar entre septiembre y octubre de 1934 en el café de la Place Blanche, donde el grupo surrealista se reunía habitualmente; antes de ingresar en el grupo «tuvo que enseñarle a Breton "dibujos y el catálogo de las exposiciones de 1933"». Por entonces «Domínguez inaugura su técnica de la decalcomanía. Un trabajo que gaceta de arte publica por vez primera en la cubierta de la monografía que Westerdahl escribe sobre Willi Baumeister. Óscar hace sus primeras "decalcomanías sin objeto preconcebido" o "decalcomanías automáticas con interpretación premeditada" abriendo así un nuevo campo de experiencias para el surrealismo».
El procedimiento para la realización de decalcomanías ha sido descrito de la siguiente manera:

«Con un grueso pincel debe extenderse gouache negro más o menos diluido y satinado que, inmediatamente, se recubrirá con otra hoja similar sobre la que a continuación se ejercerá una presión moderada. Después se levanta sin prisa la segunda hoja, y en ella aparece una representación plástica. Con este método, se pretende estimular la imaginación del espectador, en el sentido de que extraiga de las manchas distintas imágenes.»

Hasta finales del decenio, la participación de Domínguez en las actividades del colectivo surrealista francés se torna habitual. En 1935 toma parte en la exposición International Kunststudstilling Kubisme-surrealisme, organizada por Vilhelm Bjerke-Petersen para su apertura al público entre los días 15 y 28 de enero en Copenhague; Domínguez contribuye en esta ocasión con la muestra de los lienzos Désir d'eté y Papillons perdus dans la montaigne. Entre julio y agosto, en compañía de Marcel Jean, Esteban Francés y Remedios Varo, renueva el procedimiento del cadáver exquisito durante una estancia en Barcelona, asociándole la técnica del fotomontaje.  En 1935, se halla asimismo entre los firmantes del Ciclo sistemático de conferencias sobre las más recientes posiciones del surrealismo, así como de la octavilla colectiva Du temps que les surréalistes avaient raison, que escenificará la ruptura del movimiento surrealista de París con el Partido Comunista. En diciembre del mismo año forma parte de la exposición Dessins surréalistes en la Galería Aux quatre chemins del boulevard Raspail de París junto con Hans Bellmer, De Chirico, Hans Arp, Victor Brauner, Salvador Dalí, y Pablo Picasso, entre otros.
En este tiempo, Óscar Domínguez confecciona de manera alterna objetos surrealistas como Las peregrinaciones de Georges Hugnet, Exacte sensibilité, Spectre du silicum, conversión de la force y «Viaje al infinito» o «La llegada de la Belle Epoque», con los que participa junto a Marcel Jean, Arp, Giacometti, Tanguy, Breton, Picasso y Miró, en la Exposition surréaliste d'objects celebrada en mayo de 1936 en la Galería Charles Ratton de París. Paralelamente a su participación presencial en la Exposición de Arte Contemporáneo del Círculo de Bellas Artes de Tenerife, Domínguez se sumará a The International Surrealist Exhibition de las New Burlington Galleries de Londres, entre el 11 de junio y el 4 de julio. La décalcomanie sans objet préconçu de Domínguez es presentada por André Breton en el número 8 de la revista de orientación surrealista Minotaure, correspondiente a junio de 1936; «Breton muestra la decalcomanía como uno de los procedimientos que ha de ser incorporado a los "Secrets de l'art magique surréaliste". [...] Yves Tanguy, André Breton, Jacqueline Lamba, G. Hugnet y Marcel Jean, sus compañeros parisinos, aprenden el procedimiento a finales de 1935, y participan con sus decalcomanías en el número de Minotaure donde también aparece un relato de Benjamín Péret inspirado en estas imágenes.» Asimismo, en 1936, colabora con una ilustración en aguafuerte, a través de la casa Editions G.L.M., en el libro de Georges Hugnet La Hampe de l'imaginaire.

##### Residencia en Montparnasse
Desde 1937, Óscar Domínguez traslada su residencia al barrio de Montparnasse, donde mantendrá una estancia fija hasta el final de su vida. Inicialmente se instala en un atelier situado en el n.º 83 del Boulevard de Montparnasse; allí realiza diversos muebles surrealistas, entre los que destacan una gran mesa en forma de piano y un sillón obtenido tras cubrir con satén rojo el interior de una carretilla. Esta última obra, titulada La brouette capitonnée, aparece retratada en el número 10 de Minotaure sirviendo como asiento para un maniquí ataviado por Lucien Lelong en una fotografía de Man Ray. Posteriormente, Domínguez se domiciliaría en un estudio ubicado en el n.º 23 de la rue Campagne Première, perteneciente al escritor César González Ruano y cedido por este al pintor en 1942.
En 1937 aparecen además las primeras decalcomanías del deseo, cuya técnica «consiste en aprovechar los paisajes inconscientemente como escenografía para una nueva creación. El artista interpreta la decalcomanía y de este modo "cierra" la obra.». En este género destacará la serie de decalcomanías titulada Grisou, cuya publicación anunciara el editor Guy Lévis Mano para el mismo año; sin embargo, el libro no se llegaría a editar por falta de suscriptores. Grisou se presentará finalmente al público en 1990 gracias a la iniciativa de Jean-Luc Mercié, quien edita la serie respetando en lo posible el proyecto inicial de G.L.M. a partir de las 16 planchas originales reproducidas en fototipia. En los meses de marzo y abril, Domínguez participa en la exposición First British Artist Congress, organizada en Londres por la sección cultural del Partido Comunista inglés. En mayo intervendrá en la exposición inaugural de la Galerie Gradiva de París, dirigida por André Breton. El pintor tomará parte asimismo en las muestras Surrealism, impulsada por Shuzo Takiguchi para el mes de junio en Tokio, en la exposición surrealista organizada en la Gordon Fraser's Gallery por la oficina de la Sociedad artística de la Universidad de Cambridge entre octubre y noviembre, y en Surrealist Objects & Poems de la London Gallery Archivado el 23 de julio de 2015 en Wayback Machine., entre el 24 de noviembre y el 22 de diciembre.
En 1938 Óscar Domínguez participa en la Exposition internationale du surréalisme, organizada por Breton y Éluard en la Galerie des Beaux-Arts de París, del 7 de enero a finales de febrero. En esta ocasión presenta las obras Les Guanches, Le salon-plage, Madame, Le brouette capitonnée, Le Tireur, Larme y Jamais; estos dos últimos objetos se reproducen en el Dictionnaire abregé du surréalisme de la galería, adjunto a un catálogo de la exposición. El éxito de la muestra propiciará su ampliación entre los meses de marzo y junio con una versión reducida desarrollada por Hugnet y el pintor Kristians Tonny para la Galería Robert de Ámsterdam; Domínguez colaborará entonces con la cesión de Jamais, Madame, Les Pyrénées y L'Imprévu. Durante la 64th Autumn Exhibition celebrada entre el 12 de octubre y el 23 de noviembre en la Walker Art Gallery de Liverpool se expondrá el cuadro del autor The Four Seasons. Por estas fechas, su objeto Ouverture figurará además entre las «tarjetas postales surrealistas con certificado de autenticidad» editadas por Georges Hugnet.

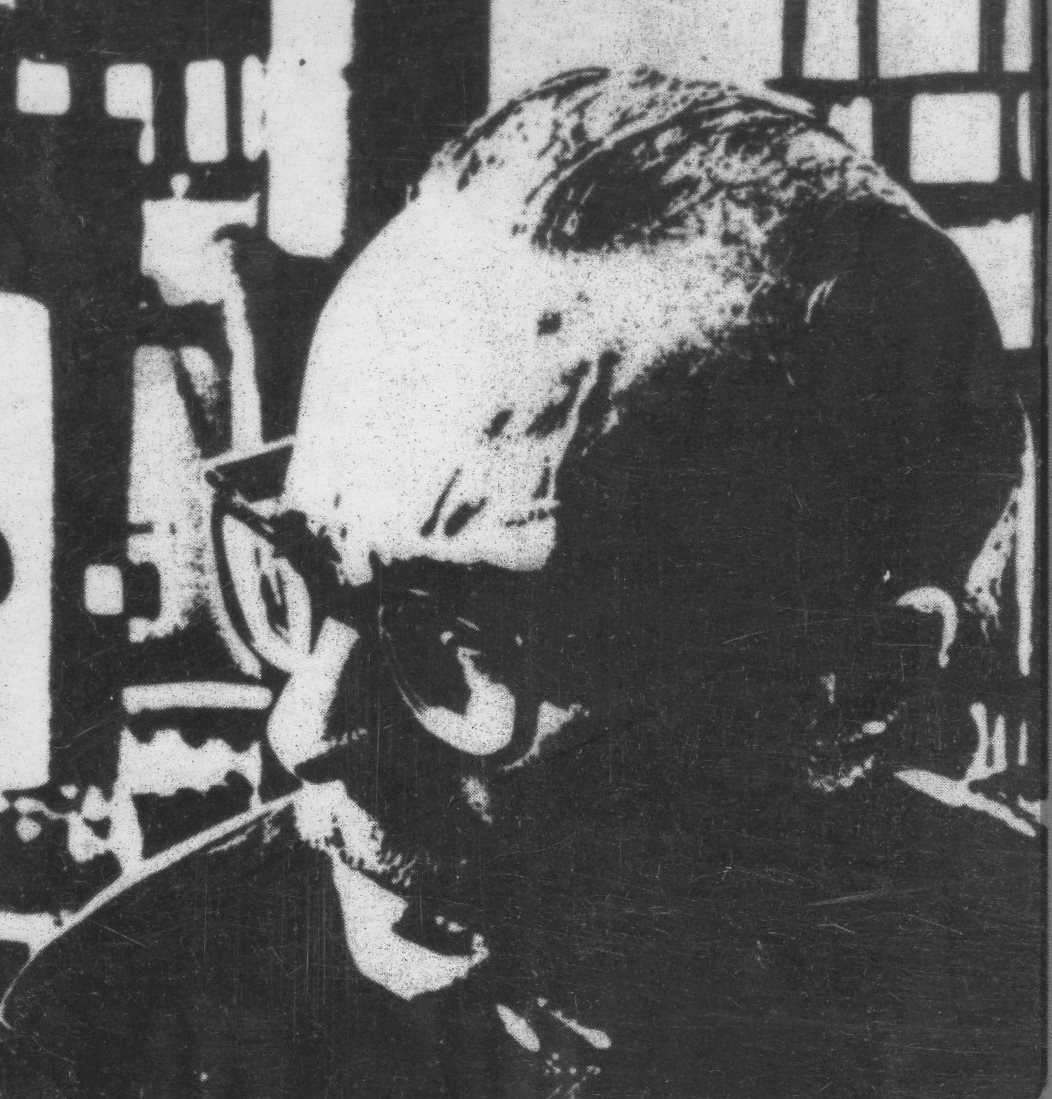
Ernesto Sabato.

1938 es también el año en el que el Doctor en Ciencias Físicas y Matemáticas por la Universidad de La Plata Ernesto Sábato inicia, con una beca postdoctoral, sus investigaciones sobre las radiaciones atómicas del actinio en el Laboratorio Curie de París. En los ambientes nocturnos parisinos, frecuentados tanto por Breton como por el propio Sábato, el futuro Premio Cervantes de 1984 habría entrado en contacto con Domínguez gracias a la mediación del periodista argentino Ernesto Bonasso. La relación de amistad entre Sábato y Domínguez resultaría «más que intensa: congeniaron desde el primer instante y enseguida comenzaron a trabajar juntos en el atelier del pintor. Allí pasaban largas horas delirando entre el olor a trementina y botellas de coñac o de vino que no cesaban de correr por sus manos. Domínguez cada vez que acababan una botella le instigaba al suicidio, sugerencia que le repetía, una y otra vez, y a lo que Sabato respondía siempre negativamente». La colaboración creativa de Domínguez y Sábato se vería reflejada en contribuciones como la nota expositiva y conjunta relativa a la teoría de inspiración científica «superficies litocrónicas», incluida en el artículo de Breton de mayo de 1939 Des tendances les plus récentes de la peinture surréaliste. Sábato permanecería en París hasta el estallido de la Segunda Guerra Mundial, momento en el que retornaría a la Argentina. El escritor integrará posteriormente la figura de Óscar Domínguez en sus novelas Sobre héroes y tumbas, como personaje, y en Abaddón el exterminador.

###### Ediciones Guy Lévis Mano
Óscar Domínguez realizó ilustraciones para tres ediciones de la casa denominada GLM, iniciales del poeta, tipógrafo y librero francés de origen turco Guy Lévis Mano. En 1935, el colectivo surrealista, cuyos editores predilectos habrían desaparecido o se hallaban en dificultades, iniciará una fructífera línea de colaboraciones con Lévis Mano, cuyas ediciones pasarían de una media anual de seis publicaciones a cuarenta. 
La impresión del boletín de suscripción de junio de 1935 para el Cycle systématique de conférences sur les plus récentes positions du surréalisme, incluirá diversas ilustraciones de Domínguez, consideradas como la continuación de su trabajo para el número de diciembre de 1933 de Gaceta de Arte. En julio de 1935 aparece a través de esta editorial la colección Repères, concebida, al igual que los precedentes Cahiers des Douze, como una asociación individualizada entre la labor del artista plástico y el texto breve del poeta. El 12.º cuaderno de Repères reunirá el texto de Georges Hugnet La hampe de l'imaginaire con el primer grabado documentado de Domínguez. A falta de suscriptores necesarios, quedará inédito Grisou de Domínguez y Jean, que reproducía en fototipia dieciséis decalcomanías automáticas de interpretación premeditada, acompañadas con un texto de Breton; el boletín de suscripción de GLM anunciaría su aparición para octubre de 1937. Breton reúne ilustraciones y textos, entre otros su sueño del 7 de febrero de 1934 sobre la pintura de Domínguez que titula Accomplissement onirique et genése d'un tableau animé, para el séptimo de los Cahiers GLM, impreso el 30 de marzo de 1938; el mismo número incluirá el diseño del pintor canario Le souvenir de l'avenir. El 10 de agosto de 1938 se publican las Oeuvres complètes de Lautréamont; un dibujo de Domínguez ilustra el tercero de Los cantos de Maldoror. En 1939 el proyecto de reedición de Los cantos de Maldoror quedará sin realizarse. La guerra mundial pondría fin a las relaciones de GLM con el grupo surrealista.

###### Elaffairde Victor Brauner
En el curso del año 1938 destacará significativamente el accidente que Domínguez provocaría durante el desarrollo de una disputa y que le valdría al pintor Victor Brauner la pérdida de la visión en un ojo, el 27 de agosto. De acuerdo con la interpretación de numerosos miembros del colectivo surrealista parisino, Victor Brauner habría presagiado su propia lesión con la producción de obras como Autorretrato con el ojo extirpado, de 1931. El incidente, que implicaría a los autores Remedios Varo y Esteban Francés, ha sido descrito de la siguiente manera:

«En efecto, dicho artista rumano fue cegado accidentalmente por Domínguez en una riña que tuvo lugar en el estudio de éste. El suceso se produjo durante una larga noche de copas de un caluroso 27 de agosto de 1938. Domínguez salió en defensa de Varo, a quien Francés acusaba de mantener relaciones amorosas con varios hombres a la vez. Cuando todo el mundo estaba a punto de marcharse, estalló la ira de Domínguez, que había bebido demasiado. Furioso con Francés por haberse atrevido a poner en duda la moralidad de su amiga, arremetió contra éste. Brauner se levantó entonces para sujetar a Francés, mientras Tanguy intentaba calmar a Domínguez; pero habiéndose desembarazado éste de quienes lo sujetaban, asió entonces un vaso que arrojó, ciego de ira, contra Francés, con tal mala suerte que una de las esquirlas vino a clavarse en el ojo de Brauner, vaciándolo al instante. Hasta aquí el relato de Jean.»

El accidente «contribuye a la fragmentación del grupo surrealista, iniciada en 1936 a raíz de la marcha de Éluard, de la excomunión de Parisot, de las rupturas con Arp, Dalí, Ernst, Hugnet, Man Ray...». El sentimiento de culpa que despierta este incidente en Óscar Domínguez habría resultado para él «mucho más insoportable que el sufrimiento que debió de padecer su amigo Brauner, víctima de la agresión. Todo parece indicar que en Domínguez la consecuencia del sacrificio fue tan devastadora en un plano psicológico como benéfica para Brauner desde el punto de vista profesional. La mutilación devino para él algo así como un rito de paso: sometido a tal prueba alcanzó un grado de consciencia más elevado. En cambio, el sufrimiento de Domínguez no tenía compensación posible. Durante meses evitó asistir a las reuniones de grupo. No deseaba encontrarse con Brauner, del que, sin embargo seguía recibiendo noticias por sus amigos comunes, Jacques Hérold y Tanguy.» En los anales del surrealismo, el affaire del ojo de Brauner habría sido asumido «como un caso, tal vez el más relevante, de la regla que proclama el valor absoluto que las premoniciones ostentan en la vida del hombre. Pierre Babille y Juan Larrea así lo interpretaron. El segundo vio en este suceso trágico algo que afectaba no sólo a Brauner, sino también a Domínguez, víctima y verdugo respectivamente, y en última instancia a todo el grupo surrealista, que accedería de este modo a un estado de videncia por medio de la pérdida del ojo de uno de sus miembros.».

##### La huida a Marsella
En 1939 Óscar Domínguez participa en la exposición Le Rève dans l'art, organizada por Frédéric Delanglade, y en el 50º Salon des Indépendents, poco antes del estallido de la guerra. Su cuadro Lancelot 28º, 7º se verá reproducido en el número 12-13 de la revista Minotaure.
Al comienzo de la guerra Domínguez pasa algún tiempo en Perpiñán en compañía de Jacques Hérold, Victor Brauner y Remedios Varo, trasladándose posteriormente a Marsella con sus compañeros por motivos de seguridad. En Marsella, se encontrará con Breton, Ernst, Péret, Marcel Duchamp, Hans Bellmer, Wilfredo Lam, André Masson y René Char; el colectivo desarrolla en torno a la vivienda provisional de Breton, la villa de Air-Bel de La Pomme, diversas actividades lúdicas en espera de un visado para salir de Francia. Refugiados bajo el auspicio del comité estadounidense para la ayuda a los intelectuales, el grupo genera diversas creaciones, entre las que destacan la serie de dibujos colectivos de Marsella, así como un juego de cartas cuya baraja elaborarían los propios artistas; «inspirado en el famoso tarot medieval de Marsella, reconstruido por Paul Marteau en el siglo XVIIII, aunque no era propiamente un tarot, sino un juego de naipes organizado de acuerdo con la escala de valores del surrealismo.»
Entre enero y febrero de 1940 Domínguez participa en la Exposición internacional del surrealismo de la Galería de Arte Mexicano, organizada por los pintores Wolfgang Paalen y César Moro. Durante el mes de junio se imprimirá en la capital francesa la edición de lujo nº15 de la Anthologie de l'humour noir de Breton, cubierta con una decalcomanía intervenida del tinerfeño. En la primavera de 1941, André Breton, secundado en lo sucesivo por diversos miembros del colectivo surrealista francés, embarca junto a su familia hacia los Estados Unidos. Por su parte, Domínguez retornaría en la misma primavera de 1941 a la ciudad de París.
Años más tarde, en una misiva dirigida al crítico de arte Eduardo Westerdahl, el autor revelaría:

«¿Mi actitud frente al Surrealismo? Ruptura completa con Breton y el grupo surrealista que prácticamente murió al principio de esta guerra de 1939.»

#### Ruptura con el Grupo Surrealista

##### París bajo la ocupación alemana
Tras su regreso a la ciudad de París en el contexto de la ocupación de Francia por las fuerzas del Eje, el pintor se reunirá asiduamente con los artistas Hugnet, Lucien Coutaud, André Thirion o Apel·les Fenosa en el restaurante Le Select o en el Café de Flore. En torno al poeta Hugnet se organizan alternativamente una serie de tertulias celebradas por recomendación de Pablo Picasso en el restaurante Le Catalan, donde no se tienen en cuenta los vales de racionamiento; entre los asistente habituales a estas tertulias se encuentran Hugnet, Picasso, Paul Éluard, Charles Ratton, Robert Desnos, Michel Leiris o el propio Domínguez, entre otros. En este tiempo el pintor canario estrecharía sus lazos de amistad con Éluard y Picasso.

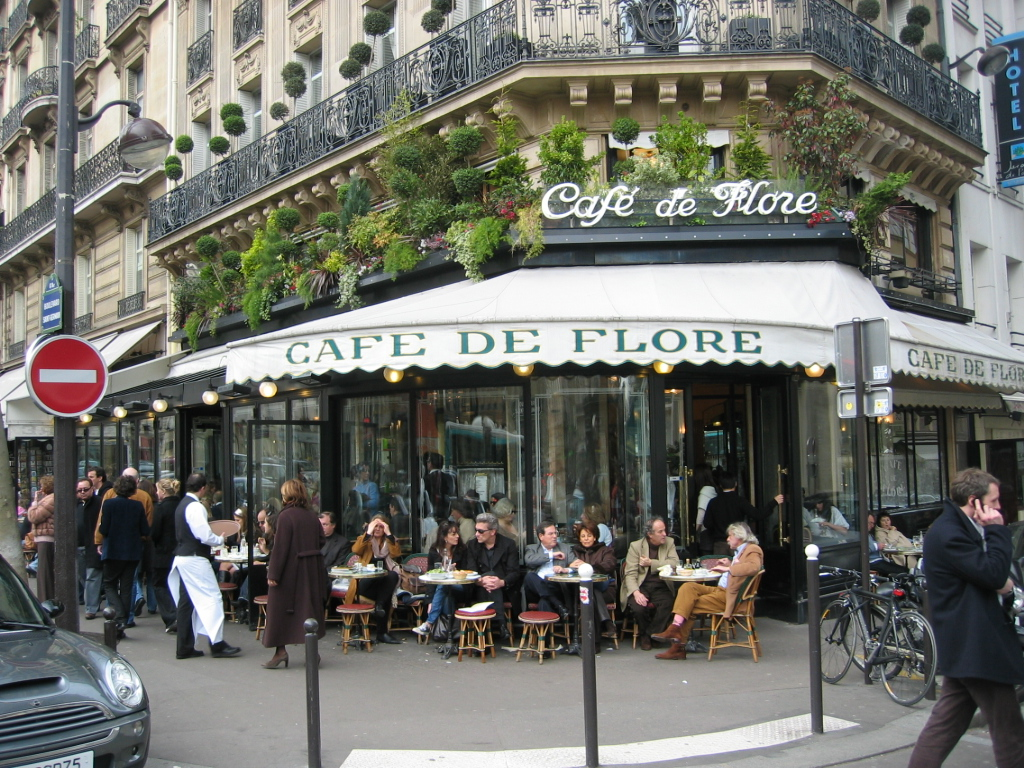
Café de Flore.

Durante los primeros años de la ocupación, el pintor surrealista demuestra un notable interés por las actividades del colectivo La Main à plume, el único grupo filial al movimiento de Breton constituido entonces en Europa. Desde su primer año de vida, La Main à plume intentará reunir en su seno a los diversos artistas dispersados por la guerra: Picasso, Éluard, Brauner, Hérold, Maurice Henry, Jean Ferry y Léo Malet. Los autores logran imprimir una decena de publicaciones colectivas y una treintena de plaquettes individuales, así como una serie de octavillas dirigidas a los escritores comprometidos con la prensa colaboracionista o a aquellos otros que pretendían situarse al margen de la situación sociopolítica del momento. Domínguez participa en las experiencias de pinturas colectivas impulsadas por el poeta y periodista Jean-François Chabrun para las páginas de Géographie Nocturne. En diciembre de 1941 aparecen sus dibujos para Transfusion du verbe, además del frontispicio para un largo poema de Christian Dotremont, Noués comme une cravate. En octubre de 1942 aporta una viñeta para una antología de Laurence Iché titulada Au fil du vent, que servirá posteriormente como motivo de cubierta para la serie de Páginas Libres de La Main à plume. En enero de 1943 un aguafuerte de Domínguez integra los ejemplares de Aux absents qui n'ont pas toujours tort, de Noël Arnaud. En La Conquête du Monde par l'Image publicaría asimismo un destacado artículo relativo a las superficies litocrónicas titulado La pétrification du temps.
Del 1 al 14 de diciembre de 1943 presenta en la Galerie Louis Carré su primera exposición individual en París. En el mismo año figura entre los signatarios de la declaración colectiva La Parole est à Péret, publicada el 28 de mayo en Nueva York, al tiempo que ilustra los textos de Hugnet y Thirion, Le Feu au cul y Le Grand ordinaire. Del 30 de noviembre al 21 de diciembre participa en la exposición colectiva Un groupe d'artistes de l'école de Paris en la Galerie des Trois Quartiers. En este tiempo Óscar Domínguez se distancia de Roma, al tiempo que conoce a la estudiante de la Universidad de Limoges Maud Bonneaud, con la que se casaría años más tarde.

##### Posguerra
En el verano de 1944 «se inicia una fase nueva con la liberación de París». Para Domínguez, la inmediata posguerra se presentará como «uno de los periodos más equilibrados de su vida. Su arte refleja claramente la estabilidad y el optimismo con el que empezó a vivir después de la guerra»; a este hecho habría de contribuir su matrimonio con Maud Bonneaud en 1945. Participa en el Salon d'Automne de octubre de 1944 donde se ofrece un gran homenaje a Picasso, viaja a Alemania con motivo de la primera gira de teatro francés como autor de los decorados y vestuario de la obra de Jean-Paul Sartre Les mouches, hallándose además presente en todas las exposiciones de los «Españoles de París» que tienen lugar en Europa.
En 1945 la labor expositiva de Domínguez junto a su intervención en las revistas de moda resultarán prolíficas; colabora en el Salon de Mai, el Salon de Tuileries, el Salon des Surindépendants y en las exposiciones Quelques peintres et sculpteurs espagnols de l'Ecole de Paris. Al tiempo, presenta su primera y única exposición individual de Nueva York, en la Hugo Gallery. Destaca en este año su contribución en la elaboración de un gran fresco para la sala de espera del hospital psiquiátrico Saint-Anne de París junto a Marcel Jean, Jacques Hérold, Maurice Henry, Frédéric Delanglade, Louis Fernández, Francis Bott, Honorio García Condoy, Baltasar Lobo y Manuel Viola. En 1946 viaja a Checoslovaquia con motivo de la muestra celebrada a instancias de la Asociación de Artistas Plásticos Arte de la España Republicana, en la Sala Mánes de Praga, del 30 de enero al 23 de febrero; la obra de Domínguez «obtiene una respuesta más particular, lo que explica la invitación a exponer individualmente durante los tres años posteriores en Olomouc, Bratislava y Praga». En 1947 aparece su relato poético Les deux qui se croisent a través de la editorial Fontaine para la colección L'Age d'or, al tiempo que ilustra una reedición de Poésie et verité de Éluard con 32 aguafuertes.
Tras obtener la nacionalidad francesa en 1948, el pintor canario culmina la década bajo una intensa actividad. En julio de 1949 escribe nuevamente a Westerdahl:

«He tenido tantas cosas que hacer que casi no tenía tiempo para almorzar tranquilo. En fin esta racha de trabajo se termina por un buen resultado. He tenido muy buena crítica con los cuadros que mandé al Salón de Mayo. He hecho un gran cuadro para la exposición mural que tendrá lugar en el Palacio de los Papas de Avignon. Esta manifestación tendrá un gran interés pues reúne todos los mejores pintores de nuestra época. Mando tres cuadros para otra exposición que presenta el gobierno en Copenhague y Estocolmo con el título "Arte francés contemporáneo". He vendido al estado un cuadro para el museo de Arte moderno de París y finalmente he logrado inventar una técnica que me permite una pintura personal, marcando el momento más logrado de mi obra. He pintado unas 50 telas que pienso presentar en París el próximo año.»

###### Aproximación a Picasso
Durante todo este periodo «hay, naturalmente, una importante evolución en Domínguez. La influencia de Picasso es ciertamente visible tanto en la manera como en los temas, y con ello pierde, no sin algunos fulgores tardíos, la soltura estremecedora e incluso desordenada que hacía apreciar su modo de proceder». Para Domínguez, «la admiración que consagra a Picasso va a transformar efectivamente su visión de un modo radical. Muchas de las cartas que envía a Eduardo Westerdahl lo demuestran»:

«Mañana miércoles me marcho a la Costa d'Azur (Golf Juan) con Picasso, y estoy muy contento pues vamos a pasar solamente unos días, y dos días que tendrán para mí más importancia, en la compañía de don Pablo, que dos años en la vida normal. Lo poco que sé se lo debo en un 80% a Picasso. Es una persona que constantemente te abre los ojos y te muestra horizontes nuevos.»

De igual forma, en la misiva citada del 27 de abril de 1949:

«¿Mi posición frente a Picasso? 100 por 100 con Picasso que es el genio de la edad atómica y un entrañable amigo.»

Domínguez, en efecto, se había alejado del surrealismo ortodoxo correspondiente al círculo de Breton desde la guerra; durante una estancia en Londres escribirá a Westerdahl:

«Mi amistad con Picasso se afirma cada día más... Me he retirado del grupo surrealista, dado que el movimiento ha muerto por inercia...»

Prueba de ello es su exclusión de la muestra El surrealismo de 1947 organizada por Breton en la Galería Maeght de París.

###### Exposiciones individuales
A comienzos de la década de los 50 Óscar Domínguez presentaba claros síntomas de declive. «Había apurado la existencia hasta el límite. A los estragos producidos en su organismo por la vida bohemia que llevaba desde que llegó a París se sumaban ahora los signos de la acromegalia, que ya empezaban a manifestarse en la apariencia monstruosa que iban tomando su rostro y sus manos.» En 1950 realiza una exposición individual en la Galerie Apollo de Bruselas, con prólogo de Christian Dotremont, del 4 al 16 de marzo. En la capital belga conoce a la escultora Nadine Effront, «mujer inteligente, activa, dominante y con cierto talento artístico, con quien inicia una relación sentimental», poniendo así fin a la que ya mantenía mediante su único enlace matrimonial con Maud Bonneaud. En el mismo año escribe:

«... Voy a divorciarme, pues Maud, a pesar de que será siempre mi mejor amiga, no ha podido aceptar que yo esté locamente enamorado de otra: es una mujer que conocí en Bruxelles en el último viaje. Se trata de una mujer de mi edad, admirable de inteligencia y erotismo, y que me ha vuelto loco. Es una de las mujeres más ricas de París, pero esto no me interesa mucho, es su cuerpo y su talento.»

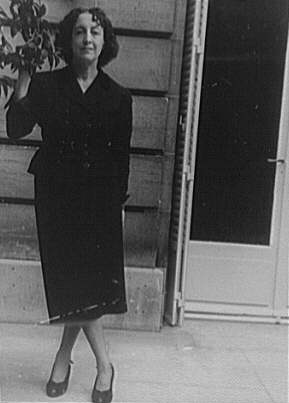
Marie-Laure de Noailles.

En este tiempo el pintor «empezó a frecuentar los salones de la rive droite. La vizcondesa de Noailles acababa de entrar en su vida, aunque Domínguez tardó todavía un año en abandonar definitivamente a Nadine Effront. Fue entonces cuando se introdujo en los círculos de la alta sociedad parisina». En 1951 expone individualmente en la Galerie de France Archivado el 26 de octubre de 2015 en Wayback Machine. de París, donde obtiene su primer gran éxito, en la Galerie Georges Moos de Zúrich en el mes de mayo, nuevamente en la Galerie Apollo de Bruselas del 23 de noviembre al 7 de diciembre, y en la Galerie Le Touquet de Paris-Plague.
En 1952 participa en la Exposition de peinture surréaliste en Europe, organizada por el pintor Edgar Jené en el Saarland Museum de Saarbrücken. Inicia en estos momentos su romance con la vizcondesa de Noailles. La vizcondesa, de nombre Marie-Laure, «era cuatro años mayor que él (había nacido en París el 31 de octubre de 1902) y frisaba los cincuenta años cuando conoció a Domínguez. Aunque nunca fue una gran belleza, tenía lo que los franceses llaman charme. [...] El título de Noailles le correspondía a su marido. Ella era hija única del matrimonio de Maurice de Bischofsheim y Marie Thérèse Anne Germaine de Chevigné [...] Domínguez se había convertido en un personaje mundano al lado de la vizcondesa. Pasaba temporadas en el palacio situado en el número 11 de la place des États Unis de París, mansión construida por el abuelo paterno de Marie-Laure que albergaba una magnífica galería de obras de arte.»
En 1953 se celebra en la Galerie La Demeure de París una exposición individual de cartones de tapices del autor. Del 5 de julio al 31 de agosto el pintor canario participa en la exposición Art fantastique en la Kunsthalle de Ostende. En junio de 1954 expone individualmente en la Galerie Drouant-David de París, al tiempo que participa en el mes de julio en la muestra Surrealismo organizada por Sophie Babet en Lima. El apoyo de la vizcondesa «le había ayudado a conseguir un éxito rotundo en la exposición celebrada el 3 de junio de ese año en Drouant-David [...] Domínguez formaba parte ya del "gran mundo" de París, pues en los últimos cinco años de su vida se había convertido en el animador divertido e ingenioso de la alta sociedad parisina, abandonando casi completamente la vida bohemia de Montparnasse. La influencia de la vizcondesa había pesado para que se le abrieran las puertas del mundo artístico de la capital de Francia. Mientras tanto, Maud había partido nuevamente a Tenerife y esperaba tan sólo que Domínguez arreglara definitivamente los papeles del divorcio para poder casarse con Eduardo Westerdahl.» Durante su primera estancia en Tenerife, Maud Bonneaud habría tenido noticias del precario estado de salud de Domínguez a partir de su correspondencia con Westerdahl:

«Te escribo después de haber estado muy enfermo, crisis del espíritu que me llevó a la locura durante 48 horas. Hoy estoy completamente bien y trabajo mucho.»

Del 19 al 30 de noviembre de 1955 Domínguez expone individualmente en el Palacio de Bellas Artes de Bruselas, del 11 de mayo al 2 de junio en la Galerie Diderot de París, y en 1957, del 12 de noviembre al 2 de diciembre, en la Galerie Rive Gauche. Esta muestra final, la última en vida del autor, habría sido reconocida tanto por el artista como por la crítica como un destacado fracaso profesional. Un año antes, Óscar Domínguez testimoniaría su situación personal en una epístola dirigida a Eduardo Westerdahl y Maud Bonneaud, en Tenerife:

«Pueden estar seguros de que la cura esta vez ha sido radical. Después de pasar 5 semanas en el infierno, estoy completamente curado y completamente feliz [...] Siento mucho la pena que tendrá Marie-Laure, pero mi decisión es irrevocable. He terminado con la vida mundana y todos los esnobard et invéciles que me rodeaban.»

### Últimos días
Sabemos que Óscar Domínguez «fue internado en un sanatorio psiquiátrico en tres ocasiones, por causa de la bebida. La primera vez fue conducido por Maud y la vizcondesa. A los pocos días se escapó de la clínica privada en que le habían recluido [...] La tercera y última vez fue, indudablemente, la que supuso unas consecuencias más dolorosas para él, que fue conducido por el chófer de la vizcondesa al Sanatorio Siquiátrico de París de Sainte-Anne (donde en 1945 él había realizado un mural colectivo) Este sanatorio no era una clínica privada y sus métodos eran muchos más violentos. Pero, en aquella ocasión, Domínguez estaba en un estado agresivo y peligroso. La policía le perseguía porque había disparado su revólver en la calle.» 

#### Muerte
Antes de suicidarse, Óscar Domínguez había pasado varios días en coma etílico. «En esta situación se encontraba cuando fue invitado al reveillon de Noche Vieja en casa de su amiga Ninette. Asistían también Man Ray, Patrick Waldberg, Félix Labisse y Max Ernst. Domínguez no asistió. Al día siguiente, Ninette, asustada, mandó a su chófer para que investigara lo sucedido [...] Al entrar lo encontraron tendido en el suelo del cuarto de baño, desnudo. Tenía cortes en las muñecas y los tobillos. El médico, Dr. Degême, afirmaba que no murió desangrado, sino por causa de un golpe recibido en la nuca al resbalar probablemente en su propia sangre.» 
Fue llevado a L'Institut Médico-Legal y depositado en la iglesia de Notre-dame-des-Champs.
El miércoles día 3 de enero de 1958 fue enterrado en el cementerio de Montparnasse, en el panteón de los Noailles.

## Obra

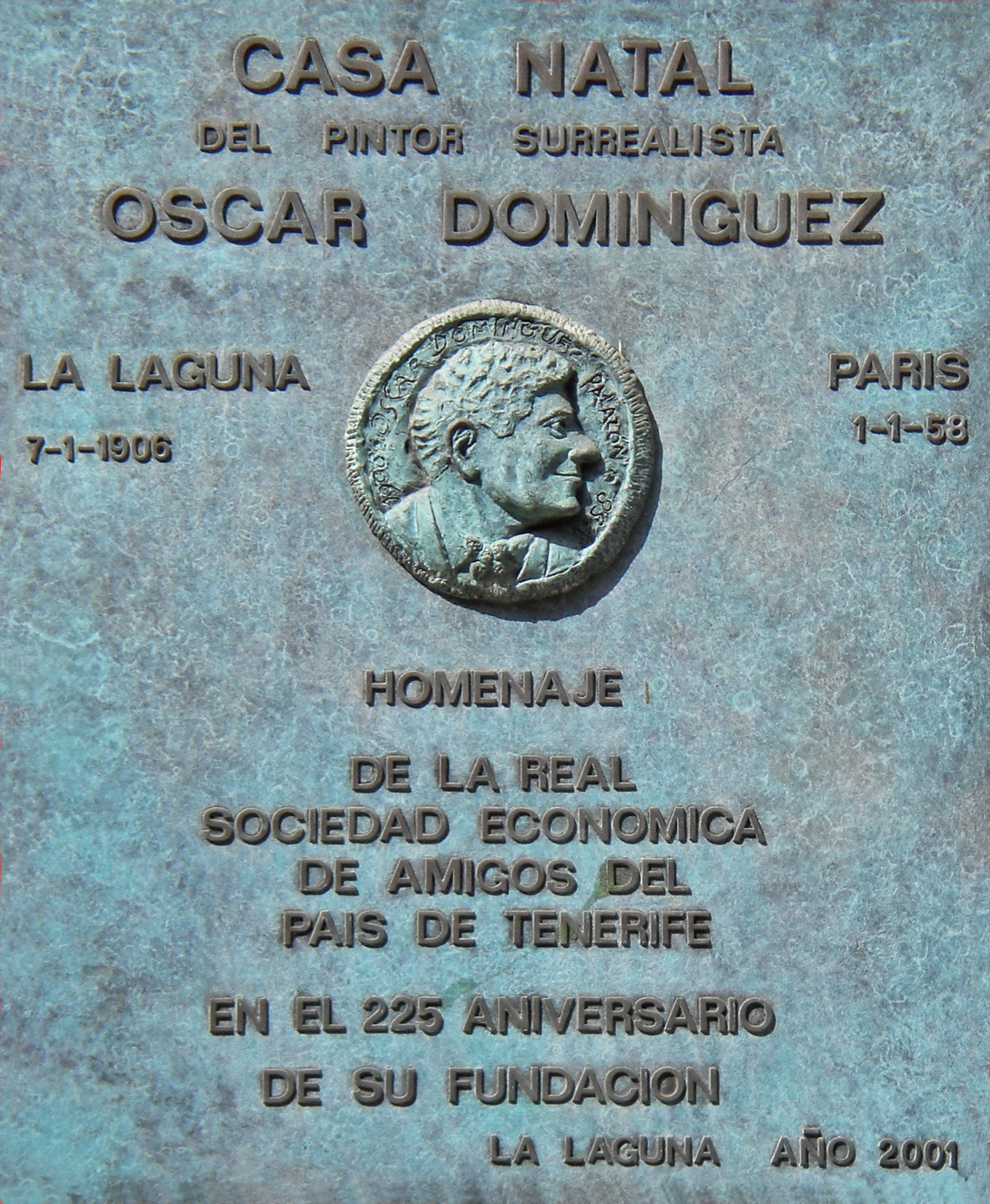
Placa conmemorativa.

Se ha incidido en numerosas ocasiones sobre las dificultades y limitaciones que el acercamiento a la obra de Óscar Domínguez presenta sin el estudio previo de su componente biográfico. Resulta asimismo recurrente la observación generalizada de una cierta sensación inicial de extrañamiento o «de pérdida, del extravío ante una obra de múltiples facetas y que a pesar de todo se percibe como unitaria». Así, el examen anticipado de la persona y su devenir histórico se trasluciría en este caso como una de las principales vías de acceso hacia el conocimiento en dirección a su creación. La personalidad del artista parece revelarse de hecho como el elemento unitario decisivo en un rendimiento plástico marcado por la diversidad de tendencias; de cualquier forma, y a pesar de sus muchos cambios de estilo, «a lo largo de toda la producción de Domínguez se detecta un mismo espíritu imaginativo, violento y atormentado, en el que el humor y la poesía vienen a poner un punto de alivio a su vértigo interior». Existe por lo demás cierto consenso en el ámbito académico respecto a la excepcional confluencia identitaria advertida entre Óscar Domínguez y el movimiento artístico del Surrealismo, al que se le asocia con mayor frecuencia. La expresión del subconsciente en Domínguez no parecía responder a un ejercicio intelectual o a una técnica aprendida; por el contrario, las manifestaciones conscientes e inconscientes se daban espontáneamente en su persona como una sola unidad. El carácter inconsciente resultaba de hecho propio de la personalidad del pintor. Domínguez habría reflejado una prominente incapacidad para la represión de sus propios instintos. La satisfacción inmediata de sus deseos «le impulsaba a la búsqueda incesante de la libertad y el más absoluto desprecio por la ley»; de su temperamento subversivo se extraería este afán proactivo y rebelde de ruptura con toda norma, de desafío a la autoridad, de rebasamiento allá donde imperara o se impusiera la censura. Domínguez parecía mostrar además indicios de una desmesurada apetencia sexual, así como una patente pulsión de muerte. El surrealismo en Domínguez podría apreciarse entonces no solo en su obra, sino en su comportamiento. «Su vida en París fue la prolongación del deseo de su infancia».
Técnicamente Óscar Domínguez se distingue por la particular soltura de su trazo, cuya fluidez se emparentará naturalmente con el ejercicio del automatismo pretendido por los prosélitos del surrealismo y encomendado por el mismo Breton. Este último realizará en su artículo Des tendances le plus récentes de la peinture surréaliste una semblanza del procedimiento del tinerfeño, «d'un mouvement de bras aussi peu dirigé et aussi rapide que celui du nettoyer de vitre ou de l'ouvrier.» Marcel Jean, por su parte, apuntaría a propósito de la incursión del pintor en su posteriormente denominada etapa cósmica cómo su método se daría «par pure paresse, au fond, parce qu'il trouvait moins fatigant de se laisser aller "au fil du pinceau", [...] Dans son atelier du boulevard du Montparnasse en 1937, des amies, des visiteurs entraient et sortaient, Dominguez pouvait fort bien écouter leurs conversations et y prendre part sans que son pinceau s'arrête pour autant de glisser et tourner sur la toile.» Este estilo torrencial, asociado con la noción pictórica del fa presto, se aliará con una factura a menudo amortiguada, veraz o primaria para ofrecer por conjunción la fijación de impresiones de una psicología neta. Desde el punto de vista temático, destaca en el repertorio artístico de Domínguez la ilustración reiterada de determinados elementos figurativos, acompañados por otros más ocasionales. Habitual en Óscar Domínguez es la representación del abrelatas, el sifón, la bicicleta, la máquina de coser, el revólver o el piano; la máquina de escribir, el imperdible, el fonógrafo o el huevo; el toro, la mariposa, el caballo, el león o el drago, así como diversidad de restos óseos, residuos vegetales y articulaciones más o menos escabrosas. Las representaciones humanas más comunes se corresponden con las de la mujer del rostro oculto y el torero. La mayoría de las veces, «en los cuadros de Domínguez, estos objetos o seres vivos se pliegan a las leyes del simbolismo freudiano.» Sin embargo, la figuración en Domínguez difícilmente puede calificarse de definitiva; en sus imágenes los elementos parecen responder a los principios de la alteración, la asociación o la dinámica. La abstracción se hace patente por contraposición en su concepto del paisaje, frecuentemente alusivo a su isla natal o inspirado en ella. 
El legado cultural del autor tinerfeño evidenciaría finalmente una predilección profesional por las artes plásticas prácticamente restrictiva; un libro de poemas, Les deux qui se croisent, constituye el caso más significativo fuera de este ámbito de creación. La exploración de posibilidades en su género, sin embargo, se revelará profusa. El arte preferente en Óscar Domínguez es el de la pintura. Cincuenta años después del fallecimiento del pintor no menos de 300 óleos se conservan mayoritariamente en los fondos del Instituto Óscar Domínguez anexo al complejo cultural (TEA) Tenerife Espacio de las Artes de Santa Cruz de Tenerife, en el Museo Nacional Centro de Arte Reina Sofía, así como en una amplia diversificación de fondos de exposición privada o colecciones de carácter particular. El óleo sobre tela o lienzo u otros soportes ocasionales como la madera, el gouache sobre papel o lienzo, o la tinta sobre papel constituyen el cuerpo principal de esta producción. Además, dentro del catálogo de obras de Óscar Domínguez destaca la variante del objeto artesanal como propuesta o prototipo del objeto surrealista, para cuya industria el tinerfeño se mostraría especialmente capacitado; los formatos logrados son los del simple objeto, el objeto-cuadro o el objeto-escultura. Completan este modelo de producción relieves en madera o en bronce, la cerámica pintada o el esmalte sobre plancha de cobre. Abundante resultará también la aportación del autor en el campo de la ilustración de ediciones de textos impresos, libros de poesía, boletines o revistas, a modo de gráficos de acompañamiento para su reproducción seriada, diseños en portadas o en cartelería. Impresiones de estos trabajos han sido registradas en la modalidad del aguafuerte, la litografía y otras formas de grabado. Existe por lo demás un conjunto preservado de numerosos dibujos a lápiz del pintor sobre papel, cartas, viñetas o simples bocetos. Puntualmente Óscar Domínguez habría incursionado en el género del fotomontaje, el mural, la escultura de hierro forjado, en el armazón de piedra o en la escenografía.  

### Clasificación
La obra de Óscar Domínguez puede clasificarse de acuerdo a un criterio de distinción entre componentes estéticos comunes en su pintura, según etapas, o a los formatos o soportes correspondientes a las diversas modalidades de su práctica artística.

#### Etapas pictóricas
El catedrático de Historia del Arte por la Universidad de La Laguna, docente e investigador Fernando Castro Borrego ha distinguido en la trayectoria pictórica de Óscar Domínguez un conjunto de etapas diferenciales en el tiempo, distinguibles por la coherencia de las relaciones contenidas. Pinturas de Óscar Domínguez asociadas a determinadas etapas pueden ser localizadas en ocasiones dentro de contextos sin aparente correspondencia. Por otra parte, algunas obras compartirían características propias de varios de estos intervalos en función de guía, especialmente durante la sucesión de etapas contiguas o momentos de transición. 

##### Etapa inicial
El periodo inicial de la obra de Domínguez abarca desde la temprana pintura vocacional efectuada durante su juventud en Tenerife hasta la labor y muestra de 1928, concluyendo definitivamente con su segundo traslado y establecimiento en París en 1929. El mundo de la moda es por entonces una afición que comparte con Selina Calzadilla, amiga de sus hermanas, quien durante los veranos alterna temporadas con la familia en Tacoronte. De 1924 data un testimonio fotográfico atribuido a Calzadilla en el que el joven autor posa ante un desnudo femenino suyo, cuyo estilo recuerda al arte de Amedeo Modigliani o a «la estética del art déco. Tales imágenes pudo haberlas contemplado en las revistas de la época.» Se conservan muy pocos lienzos de esta etapa inicial; entre los más destacados se hallan el Autorretrato de 1926 y el Retrato de Celina Calzadilla de 1927. En este último año Domínguez emprende su primer viaje a París, en donde habría entrado en contacto directo con las tendencias de la vanguardia en la pintura. Una inmediata aproximación al cubismo puede apreciarse tras su primer encuentro con los ambiente parisinos. Tal influencia se contempla en Bodegón o en Los músicos, de 1928. El conocimiento del círculo de actividad surrealista podría remontarse a su vez al año 1927, cuando comparte el ejercicio del servicio militar con el seguidor del movimiento Domingo López Torres. Sus trabajos son expuestos ya en 1926, obteniendo una respuesta negativa de crítica y público, especialmente incidente con la exposición en el Círculo de Bellas Artes de 1928. A este mismo periodo pertenecen Jardín y Mujer con mantón y peineta, fechados en 1926.

##### Etapa surrealista
Esta etapa comienza en 1929 con el segundo traslado del pintor a París y se prolonga hasta 1938. Las primeras telas manifiestamente surrealistas de Domínguez se producen con anterioridad a su ingreso efectivo en el grupo surrealista, acaecido en 1934. Ello se explica por el supuesto de que el autor se habría formado inicialmente de manera autónoma en esta práctica cuando el arte surreal ya había alcanzado el espacio público con su difusión impresa y en exposiciones. Por otra parte se atribuye este hecho a la natural predisposición en el carácter específico del tinerfeño. Sobresalen en un principio La media, de 1929, y Souvenir de Paris de 1932. Los cuadros comprendidos entre 1933 y 1937 se manifiestan formalmente deudores del estilo que por entonces hace famoso a Dalí. Ambos coinciden en la predilección por los cuerpos sustraídos, ímprobos y prolongados, flácidos y lacerantes, en la negación del espacio como realidad física y el interés por el objeto simbólico. En su contenido en cambio, el surrealismo de Óscar Domínguez recuerda a las creaciones de Max Ernst, ya que «tanto Ernst como Domínguez tuvieron en común un alto sentido poético y una utilización ampliamente imaginativa de la metáfora.» En 1933 el pintor celebra su primera exposición individual, que es también la tercera en el Círculo de Bellas Artes de Tenerife, mediada en esta ocasión por el equipo de Gaceta de Arte. El evento es empatado con la colectiva del mismo año organizada por la revista en el Círculo Mercantil de Las Palmas. La constitución previa de un colectivo propenso a la recepción de las vanguardias en las islas facilita la promoción de Domínguez en el circuito de la crítica del arte. Despuntará aquí Los niveles del deseo. A este intervalo se deben también Autorretrato, La Boule rouge, Drago, Retrato de Roma y Le Chasseur, realizados en 1933. 
Cuando Óscar Domínguez participa en la Exposición Internacional del Surrealismo de Santa Cruz de Tenerife en 1935 ya forma parte integrante del grupo surrealista y es él de hecho quien media en su realización. La Exposición de Arte Contemporáneo de 1936 será la última muestra en vida en su isla natal, donde parece preludiar la evocación regional con sus Mariposas perdidas en la montaña, Recuerdo de mi isla, Cueva de guanches y la Máquina de coser electro-sexual. Cueva de guanches secciona el paisaje, que evidencia su contenido subterráneo; semeja una gruta abandonada, primitiva y mental. Su articulación es mórbida, se compone de residuos, vestigios o remanentes. La sección supone tres cuartas partes del escenario. En la superficie, diáfana y serena, un pescador desvestido permanece de espaldas, impasible sobre el subsuelo. Tras de sí se sitúa un abrelatas. Máquina de coser electro-sexual llama la atención por su carácter icónico y por su ingenio y equilibrio compositivos. Las asociaciones recorren aquí con naturalidad y fluidez un simbolismo lírico de trazado cíclico. A esta labor se suman Le Dimanche y Exacte sensibilité de 1935, La apisonadora y la rosa de 1937, o Les siphons, de 1938. El contenido erótico de los cuadros en este tiempo se intensifica, adoptando a menudo una estética del sensualismo cuyas características derivan en una vertiente propia. L'Ouvre-Boîte de 1936, Le couple, Homenaje al Greco y Deux couples o Femmes aux boîtez de sardines de 1937 se plantean como un manierismo desmedido. Mujer con cabeza de rosas y La Girafe en feu de Dalí parecen haber inspirado Personages Surréalistes y Madamme de 1937 o l'Hirondelle de l'eau de 1938 en la misma línea.
La técnica de la decalcomanía permite a Domínguez producir impresiones de gouache carentes de contenido figurativo cuyas propiedades incitan al observador a la extracción subjetiva de motivos por pareidolia, propiciando al mismo tiempo el ejercicio de la asociación libre. La decalcomanía como técnica surrealista favorece además la intervención del azar como agente indicador de los designios, o el retorno al estado de transmisión libre de las esencias mediante la práctica del juego infantil. En ocasiones el pintor interviene sobre la decalcomanía ya impresa para revelar al espectador las formas por él halladas; son los casos de decalcomanía interpretada y decalcomanía interpretada con abrelatas de 1936. A partir de 1937 aparecen las primeras decalcomanías del deseo, método consistente en el aprovechamiento de los paisajes concebidos por el inconsciente en la decalcomanía como escenografía para una nueva creación; en otros casos, se selecciona un cuerpo u objeto simbólico concreto para realizar la impresión. Con esta progresión, la decalcomanía se incorpora paulatinamente como un recurso técnico más en la elaboración de los cuadros de Domínguez. Algunos ejemplos de ello son Decalcomanía con río y puente y La Fumeuse I de 1937, el ya citado Les siphons, o Nus avec le profil de Breton elaborado en 1938. Óscar Domínguez es entonces reconocido como el introductor de la técnica surrealista de la decalcomanía en el grupo parisino; también lo será como uno de los máximos exponentes del automatismo pictórico, procedimiento consistente en la realización de piezas mediante la ejecución irreflexiva, ininterrumpida e instintiva, contraria a la confección meditada o por fases. La destreza en el automatismo absoluto de Domínguez rendirá su expresión más prevalente y desarrollada durante la denominada etapa cósmica. Mientras tanto su posición entre los surrealistas se refuerza con la participación en colectivas como la Internationale de la Galerie des Beaux-Arts. El surrealismo no dejará de manifestarse en lo sucesivo, aún intrínsecamente, en toda la pintura del isleño. Algunos cuadros de un cierto surrealismo clásico se darán todavía en lo venidero; son los casos de Los caracoles, en 1940, Tête de taureau, de 1941, o Portrait de Miss Ruth, de 1942.

##### Etapa cósmica
Hacia 1938 Domínguez incursiona en la que será su más profunda implicación y decidida exploración en el arte del automatismo pictórico. La vague, con su compleja y poderosa sugestión, se enmarca aún entre las obras del surrealismo de la narrativa y de los objetos, metafóricos y poéticos. El despliegue acaparador de trazos continuados, espontáneos y seriados entronca sin embargo con los próximos paisajes de 1938 y 1939, que conforman la colección de su etapa cósmica. La supeditación del proceso pictórico a la ejecución de pinceladas persistentes, prolongadas y desenvueltas, junto con la elección súbita y arbitraria de las tonalidades, conducen en estos años al pintor a la realización de escenarios impensados y reveladores. La naturaleza insólita y extraña de estas creaciones son interpretadas como panorámicas de otros mundos: Domínguez las titula comúnmente Paysage cosmique o Composition cosmique. Guardan en común el flujo desatado de ráfagas y turbulencias, la concentración de ciclones o espirales, paredes y caídas abruptas, relieves quebrados, y formas similares a las de organismos primigenios o presuntamente geográficas en posibles simbiosis, de condición casi siempre ignota. En la mayoría de los casos los colores son fríos, oscuros y monótonos, las atmósferas inquietantes, inhóspitas y declinantes; se hace gravitar «extraños sistemas estelares, e incluso evoca precipicios y abismos de astros muertos, en la transparencia de una luz congelada.» El concepto de geofísica, liberado, plantea alternativas confusas y contradictorias, «arrastrando al espectador, vertiginosamente, a contemplar unas profundidades incomprensibles para el entendimiento humano.» Pertenecen a la etapa cósmica Composition et squelette, Les soucoupes volantes, el particularmente enigmático Souvenir de l'avenir, y Lancelot 28º 33', donde se ha querido ver una alusión involuntaria a la ceguera de Victor Brauner provocada por el autor: «No hay lugar para la confusión: la cuenca cavada en el centro, de la que se escurre una materia despedazada, es el ojo enucleado de Brauner». Le bois y su despliegue obsesivo de aristas o trama de espinar anuncia en 1938 la estética próxima de la etapa de las redes.

##### Etapa litocrónica
A finales de 1937 se incorpora al grupo surrealista el arquitecto e ilustrador chileno Roberto Matta, quien abandona entonces la práctica de la arquitectura para centrarse en la pintura al óleo. Ese mismo año el oficial de la marina inglesa Gordon Onslow Ford marcha a París con la intención de progresar en su carrera artística. Onslow Ford no formaliza su ingreso en el colectivo surrealista hasta 1938, tiempo en el que el físico y matemático argentino Ernesto Sabato se persona en la capital francesa para emprender su labor como investigador en el Laboratorio Curie. Por su parte Óscar Domínguez atraviesa el momento creativo de la etapa cósmica. Sabato y Domínguez entablan en estos meses una pronta amistad. Matta y Onslow Ford simpatizan al tiempo, mostrando en común el interés por la representación efectiva de la cuarta dimensión en sus trabajos. Matta habría presentado sus dibujos a Breton, quien le animaría a proseguir con la experimentación en este sentido, que ya secundaba Onslow Ford; las premisas de estos estudios resultan entonces expuestas teóricamente por el artista americano en las redacciones Inscape y Morfología sicológica, correspondientes al verano de 1938. Domínguez, con noticia de esta indagación, visita junto con Ernesto Sabato el estudio de Matta; sin embargo, en las pinturas allí presentes el físico «no reconoció lo que los artistas consideraban entonces la cuarta dimensión.» Óscar Domínguez habría generado para este mismo propósito su método de las superficies litocrónicas, solidificación del tiempo o crónicas del tiempo petrificado. Este procedimiento le permitiría registrar los sucesos o el desenvolvimiento de uno o varios cuerpos escogidos al azar a partir de dos instantes dados trazando una superficie envolvente por todos sus puntos. Su desarrollo teórico es publicado en mayo de 1939, con coautoría de Sabato, en el artículo Des tendances les plus récentes de la peinture surréaliste de la revista Minotaure, donde el conjunto de las innovaciones de Matta, Onslow Ford y Domínguez se analizan junto a las de otros creadores. Resultantes del método de las superficies litocrónicas son Sans titre [Époque lithocronique], Personnages [Lithocronique] o L'estocade lithocronique, de 1939. Lienzos de la etapa cósmica como Lancelot 28º 33' son considerados a su vez productos de este sistema. Las observaciones en torno a las litocrónicas tendrán además su repercusión en los trazados de la etapa de las redes.

##### Etapa de las redes
La etapa pictórica de las redes se desarrolla entre 1939 y 1940. Se conservan muy pocas obras de este género. El conjunto de imágenes que las compone se caracteriza por el abarrotamiento de rectas conexas y punzantes, constituyente de un complejo de poliedros irregulares extenso a toda profundidad que usualmente acapara todo el cuadro. Su angulosidad y retraimiento hacia el primer término se oponen a la curvatura y permisividad de los óleos inmediatamente anteriores. Persisten la tonalidad fría, insistente y limitada, el planteamiento gélido y desapacible, la expresión inconsciente y obsesiva. Las estructuras de las redes transmiten compulsión y paranoia. A veces el cielo está rasgado por meteoros que cruzan dejando una estela amarilla; «El efecto producido es el de un extraordinario dramatismo». Las redes de Óscar Domínguez no carecen sin embargo de belleza. Las formaciones recuerdan a configuraciones minerales, vegetales y otros tipos de cristalización natural. Las consecuencias de este horror vacui, la opresión o asfixia del volumen o la angustia de la dimensión propuesta traen habitualmente a la memoria los campos de concentración y, en términos generales, las secuelas ocasionadas por la Segunda Guerra Mundial. Conviene señalar «que Domínguez, poco antes del comienzo de la Segunda Guerra Mundial, fue internado en un campo de concentración.» Pertenecen a esta etapa Paisaje de Redes o Paysage abyssal, ambos de 1939, La solitude y Cuadro cósmico IV, de 1940. Las redes remitirán aún ocasionalmente en épocas posteriores, por ejemplo con Cálculo o en El quinqué y la paloma, de 1942, y con Les cocottes en papier y Teléfono y revólver, de 1943.

##### Etapa de las mujeres desmontables
Entre 1940 y 1942 la producción pictórica del autor es casi inexistente. A partir de 1942 Domínguez torna drásticamente su trayectoria con una proyección plástica muy alejada de lo antecesor. Sensiblemente, Picasso es ahora el principal referente; concretamente su periodo surrealista, con la serie de bañistas y figures au bord de la mer, los retratos Femme au fauteuil rouge o Jeune fille jetant un rocher. Parcialmente aparece también el uso libre y lúdico de los planos del cubismo sintético. El principal motivo aquí es la mujer, sujeta a la morfología, objetualizada y comprendida anatómicamente. El cuerpo femenino se transfigura por una geometría más próxima a lo elemental, con curvas, torsiones o volúmenes simples, limpios y definidos. Las partes se desestiman o exageran en deformaciones acentuadas, alzándose hacia un nuevo sentido del equilibrio clásico en la desproporción. La intuición de la geodesia se plantea a menudo como constituyente compositivo o decorativo. Se percibe en estos contornos la magnificación de las zonas erógenas, incluidos pies y manos, reubicados o multiplicados. Las mujeres desmontables, dispuestas a modo de estudios, enfatizan las nociones del sensualismo y la monstruosidad con un atractivo turbador. Sus distintas piezas parecen efectivamente intercambiables; así, «el más voluptuoso erotismo se enreda con un sentimiento dramático de la existencia.» El carácter escultórico de estos diseños coincide con el ejercicio de la talla en madera seriada por el artista, de igual temática. Domínguez estaría manifestando además en este intervalo síntomas evidentes de acromegalia. Corresponden a esta etapa Mujer, de 1941, La main passe II, Femme sur divan, Celle que l'on voyait y Crepúsculo, de 1942.

##### Etapa metafísica
En 1943 Domínguez debuta con su exposición individual en la Galerie Louis Carré como artista independiente en París. El muestrario en exhibición, claramente diferenciado en su estilo respecto a etapas anteriores, supone una nueva trama en el ciclo de búsquedas hacia un lenguaje propio recorrido por el pintor. Recursos característicos de otros periodos contribuyen a delinear estas nuevas composiciones. El paso efectuado por otras influencias puede intuirse aún en estas telas, pero es Giorgio de Chirico quien predomina, inmediatamente reconocible en términos generales, o por vínculos aparentemente directos en este caso con cuadros como The scholar's playthings, The uncertainty of the poet, Le secret du château, Interieur métaphysique avec profil de statue y, a grandes rasgos, la serie de los Intérieurs métaphysiques más tempranos. Óscar Domínguez se adentra por tanto en la pintura metafísica, anticipada durante la etapa de las mujeres desmontables, aunque su mayor contribución al género sea quizás la introducción del complejo poliédrico y de las redes, opuestas en esta ocasión al brote desbocado de 1939, mesuradas, ajenas y estables. En los escenarios de la etapa metafísica no se reconoce el espacio de lo cotidiano, pero tampoco el del sueño. El sentido poético y la insinuación de la metáfora reaparecen en el primer plano; no tanto por la relación dinámica y transitoria entre los objetos simbólicos como por el efecto de tensión generado por la disposición estática del conjunto y el sentimiento de accesibilidad. No hay más personificaciones en estas propuestas que la del solo espectador, al que se integra con la observación de un orden inclinado al impulso comprometedor. La inclusión provocada por cada planteamiento incrementa la impresión de soledad o de tensión inherente, en consonancia con la de una toma de conciencia forzosa en cuanto a la realidad presente. Destacan en esta etapa Nature morte au prisme, Le plus clair du temps I, El mapamundi, La fin du voyage II y Bodegón o Composición con frutero y escorpión.

##### Etapa picassiana
Esta etapa, contenida entre los años 1944 y 1946, puede ser dividida a su vez en dos periodos: un primer periodo comprendido entre 1944 y 1946 vinculado a París y el incremento de muestras, y un segundo periodo determinado esencialmente por la relación profesional y personal de Óscar Domínguez con la escena de las artes plásticas en Checoslovaquia, entre 1946 y 1948. Domínguez se ha desembarazado del surrealismo canónico, asume ostensiblemente el modo de Picasso, concretamente aquel que desde finales de los años 20 se dirige estilísticamente hacia su consagración en el Guernica. La estética asociada con mayor familiaridad a Picasso, asentada en la primera mitad de los años 30, constituye una figuración «con contornos y envoltura lineal, pero sin estar vinculada a la forma de la figura natural [...] La disociación cubista, la figuración y el simbolismo infantil son los tres fundamentos sobre los que descansa el lenguaje formal del "Estilo Picasso"»; las formas plásticas son la razón de ser de sí mismas, sujetas tan solo a sus propios requerimientos, y como tales expresan lo que son. El color, la sustancia, el dibujo o la contextura entrelazada de líneas y planos ocupan el lugar de la representación, funcionando en su lugar. Se advierte un optimismo y una vitalidad inusual en el tinerfeño; desaparecen los contenidos tortuosos. Los contornos son serenos y firmes, los cuerpos animados, los tonos apacibles, gratos y luminosos. Las mujeres de la etapa picassiana de Domínguez ya no ocultan su rostro; protagonizan la expresión de un frescor romántico. Su espíritu es proactivo, lozano y sensible; su actitud íntima o resuelta. Mujer, de 1942, Fémme á l'ecritoire, Tres mujeres o Silent listener (La Venus de L'Ebre) de 1943 muestran esta transición en el retrato femenino. Les siguen Petite fille sautant á corde y Femme peignant de 1945, La costurera, La douce chatte y la serie de mujeres en balcón de 1946, Mujeres con pájaro y pez de 1947 o Mujeres en el balcón de 1948, entre otros. Motivos significativos en estos años son también el quinqué, como en Naturaleza muerta con lámpara, el gato, en El gato azul, y el revólver, en La liberación de España, todos ellos en 1947. 
Al seguimiento estético se une el temático. La figura del Minotauro emerge en la imaginería de Picasso con el óleo Minotauro y mujer dormida de 1927. En junio de 1933 el mismo motivo ilustra la portada del primer número de la revista Minotaure, parcialmente conducida por los surrealistas. El minotauro deviene prontamente en un tratamiento liberador o personificación del encauce instintivo y artístico para el malagueño, que asume su idea hasta la propia identificación. Para los surrealistas, «el minotauro era equiparado a sus propias aspiraciones, la violencia, la rebelión absoluta, la libertad sin freno, tal y como Freud había traspasado el mito al insconciente. [...] A Picasso le interesa el mito, pero más bien le interesa los aspectos del mito que pueden compararse con la vida cotidiana, con el ser humano.» Picasso reconoce la naturaleza trágica del Minotauro, consciente de su condición de monstruo o semidiós, incapaz de realizarse sin eximir por completo la ferocidad de sus apetencias o el hambre de embestida, en constante deseo, violentamente creativo o voluptuoso, sensible a la belleza, carnal, devorador de vírgenes. El Minotauro permite a Picasso comprenderse en la encrucijada personal y profesional, abrirse paso u orientarse. Óscar Domínguez recoge para sí esta mitología en términos muy similares tras su encuentro con Maud Bonneaud, dado en 1943. La pareja contrae matrimonio en 1945 y viven juntos aproximadamente cinco años; durante toda esta relación, en las cartas de amor que Óscar Domínguez escribe a Maud en sus ausencias, el pintor se identifica a sí mismo como minotauro. El asunto del Asterión se hallará por esta época más presente en la documentación de carácter privada, en ilustraciones, en adornos o en relieves que en la producción estrictamente pictórica, con casos inusuales como Composición con toro (y minotauro) de 1949. La efigie de la cabeza de toro a la manera de la máscara africana se transforma en una suerte de sello o firma personal, que en la praxis vale tanto para la bestia como para el antropomorfo, y resulta ya visible en la serie de toros moribundos de 1944. A diferencia de Picasso, la figura del Minotauro seguirá rindiendo imágenes en las facturas de Domínguez hasta el final de sus días, multiplicándose de hecho durante la década de los 50. Con todo, el minotauro conjurado por Domínguez gozaría de particularidades diferenciadas:

«"Óscar Domínguez ha instalado el minotauro" -escribió Maud Bonneaud- "en su vida y en su pintura: narcisismo y autorretrato. Su minotauro, por otra parte, no es malo: está bien educado, sabe telefonear y algunas veces pedalea en bicicleta. Hay momentos en que se convierte en minotauro-bicicleta. Hay momentos en que se convierte en minotauro-torero: es el suicida. Otras en que es mundano y bebe champagne con un caballo que lleva espuelas. El toro parece, con las últimas noticias, haberse reconciliado con el matador."»

Ambos pintores se ven aliados complementariamente en la exteriorización de su españolidad. Picasso habría perpetuado la tradición del bodegón español de los siglos XVII y XVIII, hecho perceptible en la elección deliberada de objetos, colores, u otras cualidades: «el contraste extremo de luz y sombra [...] objetos inanimados de una individualidad obstinada [...] dura materialidad [...] volumen básico.» La tauromaquia surge en sus obras iniciales, durante el último lustro del siglo XIX, y aún será frecuente hasta emprender el cubismo. Los toros reaparecen en 1917 principalmente en papel, y con notable asiduidad en 1920, en contienda con el caballo. El torero recostado sobre el dorso del toro, figurante en Minotauromaquia de 1935, emerge en la iconografía picassiana en 1922, y es con la recurrencia del Minotauro en los años 30 que el tándem del toro y el caballo alcanza su mayor auge. El Minotauro de Picasso seguirá estando presente todavía en los gouaches de 1936 para desparecer, como motivo iconográfico, en La fin d'un monstre de 1937. El bodegón en Óscar Domínguez, de por sí relegado en sus etapas anteriores y ahora recuperado, se debe al de Picasso: lo frecuentan el gallo, como en Galleto, la guitarra, en Guitarra española de 1947, y el constante revólver, con la culata igualmente encañonada. Las tauromaquias del pintor canario se prodigan aproximadamente a partir de 1948 hasta alcanzar junto con el toro el estatus de tema predilecto en 1951, para mantenerse todavía con regularidad hasta su etapa final. Las tauromaquias de Domínguez son siempre festivas; más cómicas que drámáticas en su etapa picassiana. Las escenas de esta etapa, de tirantez expectante, se corresponden con el instante previo al de la lidia o con la estocada consumada. El torero porta a menudo la misma cabeza que el toro; el toro mismo parecer ser comprendido por el autor con conmiseración. Tauromaquia y Toro arquero de 1948 son dos ejemplos. La producción picassiana es a su vez una pugna esforzada en la conciliación de los valores tradicionales de la cultura clásica, identificados esencialmente con la antigüedad mediterránea, y la intencionalidad rupturista y desarticuladora de las vanguardias del siglo XX, que adopta patrones discordantes como el del arte africano. Se ha propuesto que la obra realizada por Domínguez en este tiempo es una manifestación genuina del magicismo surrealista, próxima a Paul Éluard y a Valentine Penrose; la metamorfosis de la mujer «que remiten al mito de la diosa-madre, v.g., la mujer-hoja, constituyen imágenes medulares tanto de la poesía de Valentine como de la pintura de Domínguez.» Otra referencia clave para la interpretación de su mitología se encontraría en el texto Die Hochzeit de Johannes Valentinus Andreae, relativo a la figura de Christian Rosenkreuz, fundador de la Rosacruz. Pastor negro de 1946, Fecundidad de 1947 o Chevalier de 1949 parecen recurrir al medievo. La vidente hace acto de presencia en dos versiones de La voyante de 1944 y en Deux voyantes de 1945. La ilustración bidimensional de carros direccionados como El caballo de Troya de 1947, Estudio II de 1948, o Composición con fondo azul de 1949, o de siluetas femeninas orientalizadas o africanizadas como Dos figuras de 1948, junto con las tauromaquias del momento, inspiran el ideal de una actualización de las artes decorativas prototípicas del arte antiguo.
En febrero de 1946 se celebra en la sala Mánes de Praga la colectiva Umění replublikánského Španělska. Španělští umělci pařížské školy. Los españoles causan un hondo impacto; la exposición es reproducida en abril en Brno, capital de Moravia. El que más atrae entre todos es Óscar Domínguez, «no sólo por la cantidad de cuadros que lo representaban, sino también por la intensidad de los mismos. Había conseguido un efecto coherente y original.» En noviembre acude por segunda vez a Praga para Tři Španělé. Výstava obrazů a kreseb, en la Alšova síň Umělecké besedy, con Julio González e Ismael González de la Serna. La especial acogida de Domínguez en Checoslovaquia conlleva la organización de varias individuales: en diciembre de 1947 en Olomouc por la Ústrední osvětová rada Hlavního města Olomouce a Skupina výtvarníků v Olomouci, con 20 obras; en diciembre de 1948 en la SVU Mánes, con 44 obras, y en enero de 1949 por la Výtvarný odbor Umeleckej besedy slovenskej de Bratislava con 57 obras expuestas. Desde la primera exhibición de los españoles de la Escuela de París en la capital, el pintor se trasladará a Checoslovaquia al menos en tres ocasiones, residiendo por temporadas en Praga, Olomouc y Bratislava. Sus cuadros habrían llamado la atención de la escena regional durante los años 30, mientras que el contacto con los surrealistas checos se remontaba a su relación con Jindřich Štyrský, con Toyen o con Vítězslav Nezval en París. Este último, director del impreso Surrealismus de 1936, había declarado ya con anterioridad «que "escribía infinitamente excitado" sobre la decalcomanía de Domínguez.» En Olomouc es acogido por el escultor Jaromír Šolc, que intermedia en su individual de 1947 y pone a su disposición su propio estudio. La estancia de Domínguez en la ciudad, una de las mejores documentadas a nivel gráfico de toda la andadura checoslovaca, es registrada fotográficamente por el pintor y escenógrafo Oldřich Šimáček. El crítico de arte Miroslav Míčko o el poeta y pintor Jiří Kolář atenderán a estos eventos. Los poetas Stanislav Křupka y Rudolf Fabry contribuyen a la redacción de los catálogos para Olomouc y Bratislava, respectivamente. Numerosas elaboraciones surgirán a raíz de la celebración de estos actos y la interacción con el entorno; parte de estas piezas permanecerán en el país durante largo tiempo como adquisiciones privadas, regalos personales o para la exposición pública en entidades institucionales. Es el caso del Retrato de Jaroslav Solç, de 1948.

##### Etapa esquemática o de triple trazo
Se trata de una de las etapas de mayor personalidad estilística del artista canario. Domínguez ha hecho acopio con su progresión de una amplia provisión de recursos técnicos y lingüísticos, que imprime con simultaneidad de acuerdo al despliegue de asuntos visiblemente objetivados a través de una iconografía enriquecida y privada, ligada a su propio devenir. La influencia de Picasso se distancia, en especial con la cohesión armónica de los planos. La idea de composición fundamenta estos trabajos de 1949 a 1953. El propósito embellecedor o funcional, de tipo complemento, el carácter de ilustración o la integridad de los registros unificados conectan con la modalidad del diseño gráfico, incidental hasta la fecha. La solución para la profundidad es básica en extremo. Una sección dentro de esta colección se enmarca en el dibujo sobre tarima, esbozada por simples diagonales o mediante la gradación de la tonalidad dirigida hacia el fondo, como en Minotauro, Le bateau, Toro y caballo o Amazona, de 1950. Buena parte, en cambio, carece de profundidad preceptiva o deliberada; las composiciones se construyen a partir de un plano primero y totalizador según la vertical del soporte. El juego de líneas, el peso de las superficies acotadas y monocromas, y, ante todo, el conocimiento previo en el observador de la naturaleza de los objetos figurados posibilitan la percepción de profundidades subjetivas y variables dentro del plano único. Cierto virtuosismo en la estructuración es de hecho apreciable en estas piezas. Este método es combinado usualmente con la técnica de triple trazo, consistente en el perfilado fino a tinta china y la coloración delimitada por márgenes diferenciales. Se conciben así Pájaros, El teléfono, La table noire o Le siphon de 1950, El pirata o el Florero rojo de 1951, y Le revolver de 1952. Los temas más frecuentes son el atelier y la tauromaquia. A pesar de todo, el grueso de las obras de esta etapa se desprende de la concepción rigurosa del plano único o del triple trazo, proporcionando una colección ecléctica y heterogéna: Femmes aux boïtes de sardines y Papillon de 1949, Taureu et femme y Le fromage de Hollande de 1950, L'acrobate, La table y la serie L'atelier de 1952, Ritmo sobre una sonata de Chopin de 1953, o los distintos fruteros come-frutas de estos años muestran una disposición más libre. Los bocetos de carros para Rapto de Europa o La Diosa Hélice de 1953 o Teléfono y revolver de 1949 aparentan pertenecer a etapas anteriores, mientras que Atelier de 1952 o Decalcomanie interpretée de 1953 se ajustan más a su etapa final. Algunos lienzos cobran una difícil clasificación, como Batalla o la vole lion, de 1950, y el desconsolador Autoportrait de 1949.

##### Etapa final
La etapa final de Óscar Domínguez se sitúa entre los años 1953 y 1957. La pintura localizada en este último tramo radia a grandes rasgos una predisposición indeterminada, el presentimiento de una experimentación insatisfactoria, o de impronta desnaturalizada, sin dejar por ello de brindar telas de un logro completo. La conclusión en estos momentos aparenta ser la de la aproximación al arte abstracto por un pintor contrario en sus instintos a la abstracción. Retornan los tonos lúgubres, crepusculares, cerrados, de marismas o terrosos. Las proposiciones son oníricas y rigurosas, a veces enigmáticas. La atmósfera decadente supone paradójicamente uno de los valores más atractivos de estos trabajos. Regresa la decalcomanía, manejada con una habilidad y un planeamiento muy superior al de cualquiera de las etapas anteriores. La técnica es además coordinada con la práctica del automatismo pictórico, también recurrente. Los motivos más frecuentes varían desde los paisajes urbanos de La maison hantée de 1955, o Ville de 1957, los paisajes de inspiración clásica como Templo de 1954 o Delphes de 1957, los laberintos de Paisaje de Hyères de 1956 o Mon modèle de 1957, la pura abstracción de las compositions, la abstracción paisajística de Mars en 1954, Apocalipsis de 1956 y La patience de 1957, o la abstracción del figurativismo lírico propio de Cabeza de toro y paisaje de 1954 o Pájaro abstracto de 1957. Una tentativa de coloración viva y de integración entre las tendencias en boga se detecta en las batallas de La cavalerie double, Batalla y Batalla sobre tema de Uccello, de 1955. Le clown y Liberté concluirían en 1957, con sendas propuestas de sentimientos encontrados y lecturas abiertas, un legado pictórico caracterizado por la emoción, la contradicción, el deseo, la búsqueda y la autenticidad.

#### Formatos, técnicas y soportes

##### Pintura al óleo

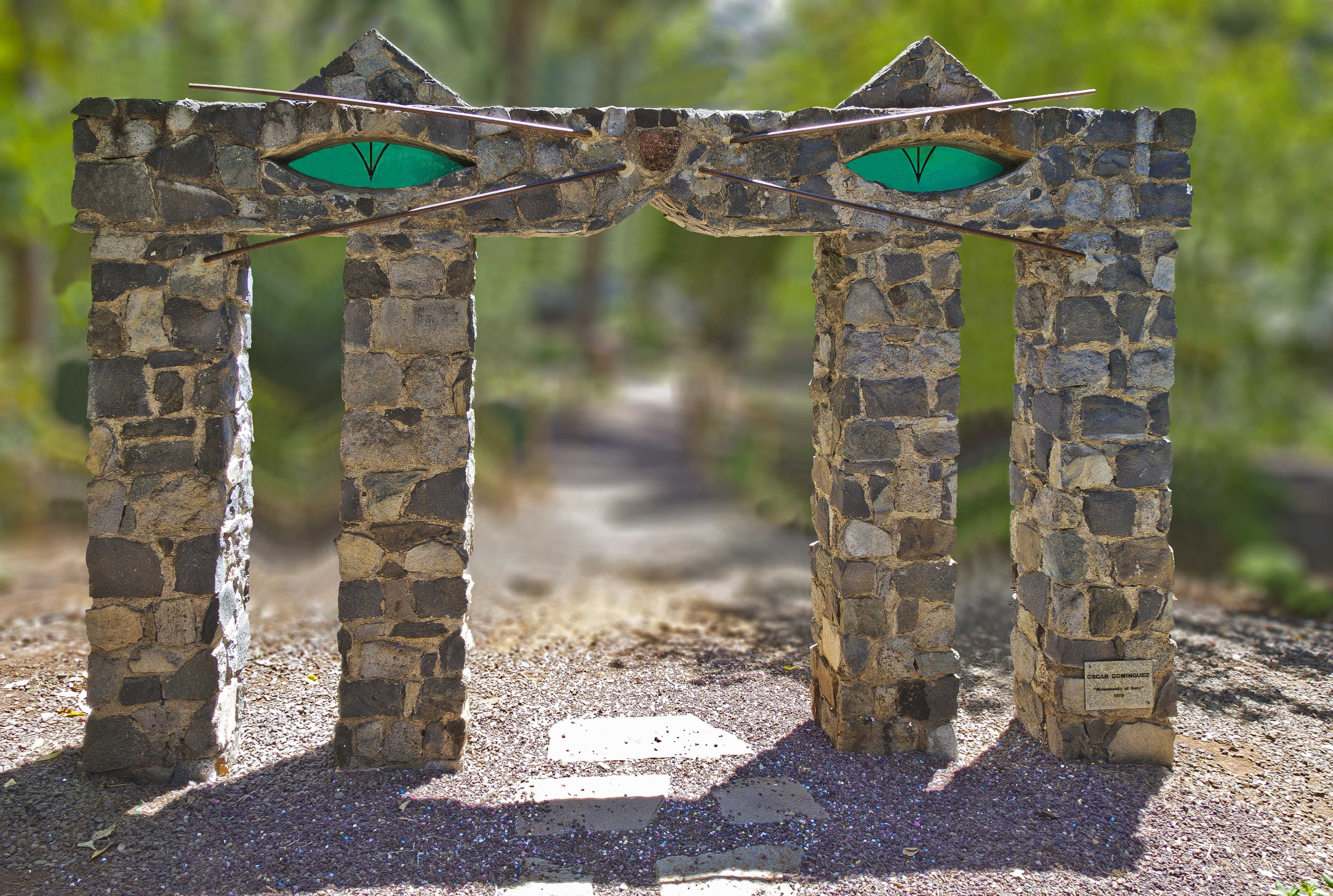
Monumento al gato, Parque García Sanabria.

Se conocen aproximadamente 450 trabajos catalogados de Óscar Domínguez en el ámbito de la pintura y de la ilustración, de entre los cuales al menos 300 consistirían en obras al óleo principalmente sobre lienzo o tabla; se estima a su vez que de la producción al óleo realizada por el tinerfeño 120 cuadros corresponderían al periodo inscrito entre los años 1946 y 1949. Entre las instituciones o centros museísticos que han albergado las más numerosas colecciones de pinturas de Domínguez se encuentran el Museo Nacional Centro de Arte Reina Sofía, Tenerife Espacio de las Artes con el fondo propiedad del Cabildo de Tenerife, la Slovenská národná galéria de Bratislava, la Galerie výtvarného umění v Ostravě, en Ostrava, y el Centro Atlántico de Arte Moderno de Las Palmas de Gran Canaria; de entre las colecciones dadas a exposición en galerías o particulares destacan por el número de piezas reunidas del autor la colección Stéphane Janssen en Arizona o la perteneciente a la Galería Guillermo de Osma en Madrid. Hacia mayo de 2008 se estimaría que el precio monetario de las obras de Óscar Domínguez se habría triplicado desde el 2005. La casa de subastas Christie's adjudica tras puja en la Subasta de Arte Impresionista y Moderno de 2006 en Londres Personajes surrealistas por £904.000; Mujeres, de 1942, en la anual Subasta de Arte Español de Madrid por €908.000 en octubre del 2008; en su sede de Londres en 2014 el Retrato de Roma por £902.500. En 2008, en la sede de Christie's en Londres, la Máquina de coser electro-sexual se transfiere tras puja por valor de €1.890.000; el comprador, diputado autonómico en el Parlamento de Canarias y en consecuente régimen de aforamiento, tras causa abierta en el Ministerio Fiscal por posible delito contra la Hacienda Pública, es investigado por el Tribunal Superior de Justicia de Canarias en 2014, no hallándose justificado el origen de los fondos para la realización de la compraventa. La pintura de Óscar Domínguez formará parte del material incautado con motivo del proceso promovido por la Fiscalía contra la Corrupción y la Criminalidad Organizada, en marzo de 2006, durante la intervención en el entramado de asociaciones responsables de numerosas actividades delictivas designado como caso Malaya. Chevalier, tasado en €160.000, es localizado entre las obras de artes depositadas en Suiza y destinadas al blanqueamiento de dinero a partir de la actuación efectuada por la Guardia Civil para la desarticulación de la trama de corrupción política y empresarial demarcada por la Operación Púnica.

##### Ilustración

###### Ilustración de obras literarias en tinta
El año 1933 es la data de la primera contribución de Domínguez para la ilustración en tinta de una obra literaria: el poemario Romanticismo y cuenta nueva de Emeterio Gutiérrez Albelo, en su primera edición de Gaceta de Arte, decorada su cubierta con una viñeta de tres tintas planas y sintéticas, azul, roja y gris. Ostenta el relato Crimen, de Agustín Espinosa, un diseño exclusivo de Domínguez en portada para su primera edición de 1934 a través del mismo equipo editorial, de tres tintas planas, azul, negro y gris, en posible alusión simbólica al destacado pasaje La mano muerta. En la línea de la serie de cuadernos Repères de 1935, en los que se asocian planteamientos gráficos y textos poéticos a la par, los Cahiers GLM de la empresa parisina Guy Lévis Mano conllevan la impresión en 1938 del número especial dedicado al sueño impulsado por André Breton Trajectoire du rêve, de marzo de 1938, con la tinta de Domínguez Souvenir de l'avenir vinculada a las líneas de Georges Hugnet Les revenants futurs. GLM asume para el mismo año la propuesta de las Œuvres complètes de Lautréamont, que finaliza en agosto; Domínguez ilustra el tercero de Los Cantos de Maldoror, compaginado entre una docena de artistas plásticos involucrados en el proyecto. Integrado en el colectivo cultural próximo a la resistencia francesa La Main à Plume, el isleño se inicia en 1941 en el seno de la actividad editorial del grupo con su idea de frontispicio para el libro Noués comme une cravate de Christian Dotremont, consistente en un dibujo reversible. Transfusion du verbe, con textos y poemas de autores varios, presenta, también con impresión de La Main à Plume de 1941, un diseño próximo a las «mujeres desmontables». El tratamiento gráfico del poema erótico de versos libres de la compañera en el colectivo Laurence Iché, Au fil du vent, de 16 páginas y tirada de 300 ejemplares, resulta completado por el isleño en 1942 con 5 ilustraciones, frontispicio y viñeta para la portada; esta última servirá además como imagen de las restantes portadas para la colección de 12 cuadernillos llevados adelante por los promotores de Les Pages Libres de la Main à Plume, con la sola excepción de la última cubierta, de Pablo Picasso.  
Las ilustraciones para el texto Le grand ordinaire de André Thirion habrían de merecer especial atención en tanto pueden considerarse el primer brote de un ramal autónomo en el arte de Domínguez, a medio camino entre las «mujeres desmontables» y su particular esquematismo de inspiración picassiana. Se establece con este encargo el precedente de la exteriorización del sexo veraz, retratado en plena práctica, sustentado por una actitud sin ambages, desafiante, soez, resuelta, hostil al decoro, a la moralina u otras formas de la hipocresía. Las aportaciones de Domínguez al círculo contestatario de La Main à Plume y sus allegados se adecuarían con progresiva pertinencia en el contexto de la Francia de Vichy. Thirion, que en la agitación de la entreguerra se habría sentido muy inferior a André Breton o Louis Aragon, decidiría, «al sentirse mucho más en su elemento cuando se trata de analizar lo social desde un punto de vista marxista, posponer toda ambición o trabajo literarios [...] La nueva situación histórica invita a utilizar "del mejor modo las aproximaciones y las licencias del lenguaje poético. El lema Trabajo, Familia, Patria era una buena fuente de inspiración"». El escrito no se valdrá de una clasificación literaria de género específica; se publica en la primavera de 1943, con fecha falsa de 1934, sin relación informativa de autoría o editorial. La primera tirada, de menos de 150 ejemplares, contiene 6 ilustraciones de Domínguez. Una edición de autor de 5 ejemplares presenta los añadidos del aguafuerte León con sifón, 2 aguafuertes más sobre un mismo estado, y un dibujo a tinta china del Mariscal Pétain portando un voluminoso bigote, espuela, y condecoraciones sobre el torso poligonal y el pene, más esmeradamente configurado. La salida de Paul Éluard de La Main à Plume en el meridiano de 1943 será secundada por la de Óscar Domínguez. Georges Hugnet, espíritu afín al tinerfeño, se separa también del movimiento; prepara entonces una edición propia con la ayuda del pintor, que acentúa y extiende a su vez la explicitud sexual invertida al tiempo en Le grand ordinaire. El resultado, Le feu au cul, provocación nihilista cercana al dadaísmo burlón y perverso, es una obra ya no erótica «sino pornográfica, donde se exaltan una serie de juegos sexuales absolutamente depravados que llegan incluso a lo escatológico. En contraposición a esta crudeza, las ilustraciones de Domínguez son muy elegantes y armoniosas, y el texto de Hugnet posee una calidad lírica de primer orden». El número de aportes de Domínguez para esta obra de 1943 es de 17. Descuella en lo venidero la labor para Vrille, La peinture et la littérature libres de 1945, de autores varios, con diseño de portada del artista.

###### Ilustración de obras literarias en aguafuerte
Se considera al aguarfuerte preparado para la unificación con el texto de Georges Hugnet La hampe de l'imaginaire como contenido del 12.º cuaderno de la serie Repères de la editorial GLM el primer grabado profesional de Domínguez; también la primera ilustración del artista para un libro en París. El año figurante en esta lámina es 1935. Los 8 aguafuertes destinados al cuaderno Domaine del poeta venezolano Robert Ganzo, de complejidad ligera, astucia en el diseño y sensible exquisitez, conducen a la consideración del potencial alcance de Óscar Domínguez en su faceta como ilustrador. Ideas de la etapa de las redes, las «mujeres desmontables» y del esquematismo figurativo de la etapa picassiana confluyen aquí en geometrías vivas y en humanidad lírica con límpida naturalidad. Los 74 primeros ejemplares de Domaine se imprimirán en los talleres Duran de París en el mes de junio de 1942. Para el primer número de los cuadernos de Les Pages Libres de la Main à Plume, constituido con el texto Aux absents qui n'ont pas toujours de Noël Arnaud, Domínguez cede el aguafuerte Figura femenina de 1942, que reproducirá independientemente en el mismo año con coloración en gouache. Sombre est noir de Amy Bakaloff, en Editions Minuit, de 1945, contiene un aguafuerte reconocible en su plena identidad con el ánima de la etapa picassiana del autor, además de dos dibujos a tinta firmados y fechados.
El valor sobresaliente del hito que en múltiples sentidos supone la ilustración de Poésie et vérité de Paul Éluard en 1947 respecto a la figura de Óscar Domínguez puede inferirse desde varios frentes: esta colaboración en particular se comprende en un contexto de índole definitoria para el fenómeno de La Main à Plume, para la génesis y devenir de un poemario considerado capital en el ámbito de la contracultura francesa durante la ocupación, luego preeminente en el estudio de la literatura surrealista en lengua francesa, la literatura de la resistencia, la Francia Libre y la liberación, y para la biografía al fin de Paul Éluard y el conocimiento de su relación profesional y personal con el artista canario. En mayo de 1942, Noël Arnaud toma la responsabilidad de la primera edición de Poésie et vérité con La Main à Plume y ya en los siguientes meses el texto de Éluard tiene el reclamo dentro y fuera del país de avances aliados, con enérgico interés por sus versos: 

«À la demande d'Éluard, Louis Parros, replié à Clermont-Ferrand, adresse au Portugal un exemplaire de Poésie et vérité 1942 à l'intention du peintre Cicero Dias. De Lisbonne, Cicero Dias, le 15 de mars 1943, réexpédie la brochure à Londres, à son ami Roland Penrose. Les poèmes d'Éluard vont dès lors se répandre à travers le monde libre et sans tarder connaître un succès prodigieux. Penrose et Mesens les traduisent en anglais. Des réimpressions en langue française paraissent non seulement en Angleterre mais à Alger, et la R.A.F. les parachute sur les pays occupés. Ces réimpressions, il va de soi, étaient anonymes mais leur anonymat ne trompait personne, l'édition de Poésie et vérité 1942 donnée l'année précédente par la Main à plume portant en toutes lettres sur la couverture le nom d'Éluard.»

Óscar Domínguez es emplazado por Éluard para la ilustración de la 8.ª edición del poemario, que maquetará Ed. Librairie Les Nourritures Terrestres en 1947. Se trata por otra parte de la obra literaria con mayor número de aportes exclusivos del pintor. La 8.ª edición del poemario, de 17 composiciones, no incorporará más ampliaciones en relación con el original que el tratamiento gráfico de Domínguez: 32 aguafuertes y una litrografía a color ideada para el frontispicio. La tirada asciende a 221 ejemplares, en venta a comienzos de 1948. El libro, tanto en lo textual como en lo iconográfico, habría de ser entendido como una unidad; el artista plástico «enseguida comprendió la profunda carga humanista, repleta de matices y aristas, que tenía el conjunto de poemas reunidos por Éluard. Para su plasmación se sirvió de algunos de los motivos sobre los que su obra había venido reflexionando en los últimos años». Enmarca a la primera pieza Liberté los símbolos frecuentados del quinqué, la mujer con antorcha, el pájaro, el arco y la flecha. Un ejemplar personal de Domínguez dedicado a Maud Bonneaud tras su separación se conserva con la numeración 213; el volumen incluye un poema inédito de Éluard manuscrito en la portadilla, la dedicatoria del pintor y 30 dibujos originales a tinta china en los reversos de las hojas. La práctica del aguafuerte por Óscar Domínguez se reducirá drásticamente tras los estampados de 1947 hasta el final de su trayectoria.

###### Decalcomanía para obra impresa
En su n.º 17 de julio de 1933 Gaceta de Arte anuncia la preparación de una monografía desde su editorial dedicada al artista plástico alemán Willi Baumeister. Eduardo Westerdahl, director del proyecto, busca conocer la impresión de Baumeister sobre los diseños para la cubierta y contracubierta seleccionados en una carta del 26 de septiembre de 1934. Constituyen la ilustración de las tapas del estudio Willi Baumeister dos trabajos de la decalcomanía de Domínguez caracterizados por su inusual sobriedad o aridez, de simplicidad minuciosa. El libro es finalmente publicado en 1934 con los dos ejercicios de decalcomanía sin intervenir, atribuidos a la práctica temprana de esta técnica por el autor. La falta de suscriptores requeridos por la casa Guy Lévis Mano para la publicación Grisou, consistente en la reproducción en fototipa de 16 decalcomanías automáticas de interpretación premeditada, elaboradas por Óscar Domínguez y Marcel Jean, con prefacio de André Breton, deja el material gráfico ya completado sin edición. El boletín de suscripción precedente anunciaría la aparición de la obra para octubre de 1937, ideada para su distribución con tirada de 25 ejemplares acompañados por una decalcomanía original. Se conserva la serie manufacturada, formada con plantillas para la representación de una ventana o un león, lo que hace posible una primera edición con la recuperación del proyecto por Jean-Luc Mercié en 1990. La cancelación de Grisou frustrará la mayor colección de decalcomanías surrealistas preparadas para su difusión impresa planeada durante la vigencia del movimiento vanguardista francés. Diversos historiadores del surrealismo coincidirían en señalar «que Domínguez no supo sacar partido de su descubrimiento, abandonándolo muy pronto por otros estilos.» El autor acudirá nuevamente al uso de la decalcomanía de interpretación premeditada para ilustrar la cubierta de Anthologie de l'humor noir de Breton en su edición de lujo; sirve de modelo para la imagen el dibujo a tinta del tinerfeño Révolver et téléphone, de 1940. La censura afectará a la distribución de los ejemplares para el mercado, retenidos hasta 1945, si bien las variadas decalcomanías para tapa se sitúan en 1946.

###### Revistas, catálogos y cartelería
La ilustración para revistas en el bloque de la producción del artista se muestra eventual, aunque se opte por su recurrencia a lo largo de sus distintos periodos, tempranos o tardíos. Entre los años 1933 y 1934 Domínguez destina al menos 2 dibujos en tinta para Gaceta de Arte. En junio de 1935 tiene parte en el tratamiento gráfico del boletín de suscripción bajo la edición de GLM para el Cycle systématique de conférences sur les plus récentes positions du surréalisme con Hans Arp, Salvador Dalí, Marcel Duchamp, Max Ernst, Alberto Giacometti, Valentine Hugo, Marcel Jean, Yves Tanguy y Man Ray, profundizando en los contornos adelantados para la Gaceta. La conquête du monde par l'image de La Main à Plume en 1942 incluye el nombre de Óscar Domínguez en la plana de sus colaboradores, así como el aporte teórico del pintor sobre la «Pétrification du temps», ligada a su etapa litocrónica. Para la revista parisina Le Potomak, de dos únicas entregas y periodicidad anual, cede Domínguez un aguafuerte y un poema, completados entre 1948 y 1949. En su número especial 73-74 de 1951, La Nef, por Éditions du Sagittaire, se valdrá de la composición Figura musical, en tinta y gouache sobre papel, para la maquetación de su portada.
La posibilidad excepcional de la autoedición de catálogo para exposición queda patente en la preparación con Ginés Parra de los aproximadamente 400 ejemplares para la muestra doble de la Galerie Breteau de París de 1948, con 5 dibujos originales de sendos artistas. El catálogo de la exposición Óscar Domínguez, París-Zúrich de 1951, por la Galerie Georges Moos ejemplariza la adición de originales a los folletos generados con la exhibición de arte. El trabajo en cartelería de Domínguez se remontaría al menos hasta 1933, tiempo en que se emplea como publicista; las escasas unidades registradas de este ciclo profesional formarán parte del depósito del Museo de Historia de Tenerife. Los planos acreditados informarían de una predisposición en el autor al dominio estructural y la disposición dinámica, perceptible aún en los lienzos del automatismo pictórico y rentabilizada profusamente con la pericia organizativa de la etapa del triple trazo. Se deberán a Óscar Domínguez carteles con reproducciones de dos ilustraciones propias correspondientes a los poemarios de Paul Éluard Poésie et vérité y Voir, destinados a su gestión por el ayuntamiento de la localidad natal de poeta, Saint-Denis, el anuncio en litografía para su individual en la Galerie de France y la litografía para la exhibición de noviembre de 1957 en la Galerie Rive Gauche. Se recogen además entre el legado de Domínguez múltiples tarjetas de promoción profesional, de envío postal o ideadas para la celebración de efemérides como el fin de año.

###### Tinta, grafito o acuarela sobre papel
El dibujo a tinta o lápiz sobre papel se sucede de manera regular en el itinerario creativo de Domínguez, si bien este género de producción raras veces se destinaría a galería. Las obras en este formato adolecen de una amplia y reiterada dispersión; el simple hábito de Domínguez de regalar o entregar libremente sus ilustraciones, incluidas a menudo como motivos decorativos en sus cartas, dificultan su localización y catalogación. Son tintas conocidas del autor Figuras mitológicas de 1938, La douce chatte I, coloreada con gouache, de 1941, Les 4 sphères obeissantes de 1943, La terre n'est pas une vallée de larmes de 1945, Cuatro variaciones de minotauro de 1948, Les menines de 1950, Taureau assis de 1951 o Revólveres de 1956. Se mantienen de las realizaciones a grafito o carboncillo  Souvenir d'une promenade en automobile de 1935, Bougie-arc de 1936, Edifice de 1937, Femme nue de 1942, Retrato de 1947, Les trois assiettes de 1953, o Baiser Lintain de 1957. A pesar de la posterior separación de sus unidades, los 14 dibujos de tinta sobre papel dedicados en portada «A Lucio y Jeannette [...] París, 1950.» dejan constancia de la noción en Domínguez del álbum como variable de interés entre las facetas de la industria gráfica. Prueba de participaciones en la elaboración de cadáveres exquisitos son los dibujos depositados en colección Cadavre exquis de 1935 con Remedios Varo, Cadavre exquis de 1936 con Esteban Francés, Marcel Jean y Gerardo Lizárraga, Cadavre exquis de 1937, con Georges Hugnet, o los numerados Cadavre exquis I, con Sophie Taeuber-Arp y Jean Arp, y Cadavre exquis II con Raoul Hausmann, Sophie y Jean Arp y Marcel Jean, de 1937, a los que se les asocia la técnica del fotocollage.
Algunos casos especialmente relevantes de ilustración colaborativa se darán en 1940 con la residencia provisional de artistas del surrealismo parisino en Marsella, en vistas a la obtención de amparo en territorio francés libre o acceso a una salida portuaria hacia el extranjero, motivados por el desarrollo de la Batalla de Francia. Los surrealistas paliarán su suspensión en la villa de Air-Bel elaborando un álbum viñeteado de dessin collectif, con lápices de colores, tinta y collage sobre papel, además de un juego de cartas rebautizado como Jeu de Marseille o Juego de Marsella. Conformado entre finales de 1940 y principios de 1941, Jue de Marseille funcionará con una baraja específica de cuatro colores o palos: el Amor, el Sueño, la Revolución y el Conocimiento, con los respectivos emblemas de la Llama, la Estrella negra, la Rueda Sangrante y la Cerradura. El proceso de adjudicación del diseño de estampas se realiza por sorteo en marzo de 1941. Domínguez forma parte de estas propuestas lúdicas, y con el reparto de encargos de ilustraciones para el juego de cartas se le encomiendan los naipes del As del Sueño y el Mago Freud. La carta del Mago Freud, custodiada en los fondos del Museo Cantini, se forma con acuarelas, lápices de colores y tinta china sobre papel. Se compone de tres partes; cabeza, busto y una tira de imágenes: la cabeza «está completamente vendada o envuelta, con la excepción de una boca en forma de cerradura y unos bigotes blancos que se revelan como dos magníficas bacantes desnudas. [...] una insólita corbata que despliega ante nuestros ojos un cuerpo femenino desnudo, mientras que en la solapa apreciamos el perfil del seno y la cadera de una mujer. [...] una tabla sujeta por una mano de mujer alinea siete objetos que podrían estar catalogados en un tratado de interpretación de los sueños». Bocetos de la etapa surrealista del autor se conservan asimismo en el Museo Municipal de Bellas Artes de Santa Cruz de Tenerife.

##### Grabado
Por sus funciones como publicista y el material preservado de esta modalidad, se tiene conocimiento de la práctica entre 1933 y 1934 de la litografía por Óscar Domínguez, valiéndose de esta técnica para la elaboración de un cartel comercial ofertado a la marca de golosinas Kréma. El registro de los grabados en la obra de Domínguez llevan a suponer que su producción desde la etapa inicial hasta el estallido de la Guerra Mundial es menor o anecdótica, relevante durante la ocupación de Francia con la implicación del artista en la actividad literaria allegada a la resistencia, eminentemente a través del aguafuerte, y ocasional con el viraje hacia la revalorización de las cualidades plásticas como aspecto autónomo del arte tras la travesía de la etapa picassiana. La forma de grabado preeminente desde finales de los años 40 será la litografía. Se refieren los títulos de ejemplares de series litográficas catalogadas: Petite fille à la pelle sur la plage, Silhouette au palmier, El niño de Cádiz de 1947, Mujeres en el balcón de 1948, Toro arquero de 1949, Toro y caballo y La puerta del toril, de 1950, Bonne Anné 1951, Pareja y perfil y Toro con rueda de 1951, Tres mujeres y Hommage à Manolete de 1955. El linograbado se presenta además como uno de los distintos modos frecuentados por el artista, combinado mayoritariamente con el ejercicio de la decalcomanía.

##### Decalcomanía
La portada para la monografía de Willi Baumeister por Eduardo Westerdahl con decalcomanía de Óscar Domínguez prueba que el pintor dominaba esta técnica al menos en su modalidad no intervenida ya en 1934. Hacia 1935, Domínguez muestra a sus amigos las planchas obtenidas «selon un procédé qu'il venail, par hasard, de découvrir: c'étaient les premières décalcomanies-sans-objet. [...] D'autres antécédents auraient pu être trouvés, par exemple les "dentrites" que George Sand et son entourage s'amusaient à fabriquer aux soirèes de Nohant. Dans un Portrait de Newton par William Blake (à la Tate Gallery de Londres), la même méthode semble avoir été uilisée». La primera mención de la decalcomanía como técnica surrealista se produce en el artículo de la revista Minotaure, D'une décalcomanie sans objet préconçu por André Breton , en su n.º 8 de 15 de junio de 1936; se imprimen con este número 10 ejemplos de decalcomanías: 3 atribuidas al propio Breton, 2 de Óscar Domínguez, 2 de Marcel Jean, 1 de Georges Hugnet, 1 de Ives Tanguy y 1 de Jacqueline Lamba, además de un relato inspirado en ellas de Benjamin Péret. Para Breton, el descubrimiento de Óscar Domínguez, que demanda ser incorprado a los «Secrets de l'art magique surréaliste», entra en relación con el método a seguir para la obtención de campos de interpretación ideales; aquí es encontrado «à l'état le plus pur le charme sous lequel nous tenaient, au sortir de l'enfance, les rochers et les saules d'Arthur Rackham. [...] le vieux mur paranoïaque de Vinci, mais c'est mur porté à sa perfection.» El Dictionnaire abrégé du surréalisme, publicado por la galerie Beaux-Arts en 1938 bajo supervisión de Éluard y Breton, incorporará una entrada dedicada a este procedimiento, cuyos pasos se describen, distinguiéndose a su vez las versiones de decalcomanías sans objet préconçu y du désir; la decalcomanía de Marcel Jean fijada por tipografía magnética para la portada de la serie Grisou del año anterior es reproducida con este suplemento. En los números 12-13 de mayo de 1939 de Minotaure, Breton refiere nuevamente con su balance Des tendances les plus récentes de la peinture surréaliste que el automatismo absoluto en la pintura «n'a commencé à en être autrement qu'avec la "décalcomanie sans objet" de Dominguez et le "fumage" de Paalen.» Incorporan en adelante la decalcomanía en su repertorio técnico los artistas plásticos Salvador Dalí, Hans Bellmer, Max Bucaille, Remedios Varo y Max Ernst, quien dejará patente el resultado de la particular estética del procedimiento en tres obras de especial consideración en su carrera, Arbre solitaire et arbres conjugaux, L'Europe après la pluie y L’œil du silence, de 1940. En generaciones venideras, recurrirán aún a este modo pictórico profesionales de las artes como el egipcio Ramsés Younan, el italiano Enrico Donati, y, con sobresaliente abundancia y trascendencia, el japonés Shūzō Takiguchi.
Las decalcomanías sin objeto preconcebido serán las menos en la obra de Óscar Domínguez; priman en ella las decalcomanías del deseo, preparadas de antemano para su adaptación al lenguaje figurativo mediante el uso de plantillas adecuadas a la representación, o bien, las decalcomanías intervenidas, es decir, aquellas sobre las que se superpone pintura a partir del resultado del impregnado inicial mediante presión, generalmente interpretado como fondo de la composición. Comúnmente, las decalcomanías de Domínguez forman en sí mismas diseños de tinta o gouache en papel, intervenidos o no, o sirven complementariamente en la elaboración de óleos sobre tela. Las decalcomanías en óleos sobre tela tienen su mayor frecuencia durante la etapa surrealista y la etapa final; el primer óleo conocido del pintor con los rasgos propios de esta técnica es Recuerdo de mi isla de 1933. Le siguen, Les siphons y Nuc avec le prefil de Breton de 1938, Mars y Decalcomanías II y III de 1954, La maison hantée de 1955, Apocalipsis de 1956, La Vérité, Fleur, Élements mécaniques, La licorne double y Ville, de 1957, entre otros. Son decalcomanías sobre papel las decalcomanías sin objeto preconcebido I, II y III, Decalcomanía interpretada, Decalcomanía interpretada con abrelatas, Le lion-éclair, Le lion, la neige, o Lion-bicyclette de 1936, Le pont, L'Europe y la serie Nicolas de 1937, las series Femme au chandelier, Téléphone, Bicyclette, Le peintre y Decalcomanía interpretada de los años 40, Composición, Templo I y Templo II de 1954. Otras combinaciones de materiales se contemplan en ocasiones, como en la decalcomanía sobre base de linoleum Le grand surréaliste à son travail de 1944 o el gouache sobre lienzo Gato azul de 1947.

##### Objeto surrealista
La alienación mental contribuye a desacreditar la realidad; lejos de experimentar pasivamente las visiones de su imaginación, el paranoico «las utiliza para interpretar los objetos del mundo exterior y otorgarles un sentido diferente al habitual [...] uno se identifica con su visión, mientras que el otro recobra su comportamiento normal después de sus incursiones en la zona prohibida.» El objeto surrealista persigue esta irrupción en el orden de la interpretación común de las cosas, a la espera de que el despertar de las psiquis cohibida responda consecuentemente con su otro orden de la realidad en el mismo espacio de lo objetivo. Se ha considerado la producción de objetos significantes no utilizables y no decorativos, aunque llenos de poder onírico y libidinal, como las más original contribución del surrealismo a la sensibilidad de su tiempo. La relación del tratamiento de objetos surrealistas presenta un ineludible punto de inflexión con la exposición de la Galerie Charles Ratton de mayo de 1936 y la adicional introducción de Breton Crise de l'objet. La muestra se organiza a partir de un sistema de clasificación arbitrario de la producción dispuesto por los propios surrealistas; Óscar Domínguez se distinguiría como creador en el género del objet trouvé interpreté. Su contribución en esta ocasión es el cuerpo de obras formado por  Pérégrinations de Georges Hugnet, Arrivée de la belle époque, Exacte sensibilité, Conversion de la force, Spectre du silicium y por Le tireur, el primer objeto surrealista catalogado del autor. Objetos surrealistas de Domínguez figurarán luego en la convocatoria internacional Fantastic Art, Dada, Surrealism de diciembre de 1936 en el Museum of Modern Art de Nueva York; en junio de 1937 en la Exposition Internationale du Surréalisme del Nippon Salon de Ginza, en Tokio; de igual manera, en 1937 en el evento Surrealist Object & Poems, preparado por la London Gallery LTD de E.L.T. Mesens. El 17 de enero de 1938 se inaugura en la Galerie Beaux-Arts de París la Exposition International de Surréalisme, abierta hasta el 22 de febrero; la muestra tendrá una gran repercusión mediática «y supuso una de las aportaciones más intensas hasta la fecha, [...] hecho este que se evidencia en la propia concepción de la exposición y en la escenografía del montaje.» Óscar Domínguez entrega tres cuadros, una decalcomanía colectiva, un maniquí reinterpretado y los objetos Le tireur, Larme, Brouette y Jamais para la propuesta, asumiendo además parcialmente la pintura del portón del recinto; Marcel Duchamp supervisa la ambientación y decorado del complejo, con una mudanza especialmente ambiciosa, heterodoxa y radical. Llaman fuertemente la atención de los asistentes el trabajo Brouette, consistente en una carretilla de madera acolchada y tapizada con satén carmesí a modo de lujoso asiento, y el gramófono Jamais, de cuya corneta emergen las piernas de una mujer aparentemente contraída por el efecto de la mano que, en lugar de una aguja, se dispone a registrar las zonas erógenas situadas en su plato giratorio. En la primavera de 1938 la Exposition Internationale du Surréalisme se reproduce en la Galerie Robert de Ámsterdam y, a continuación, en la Koninklijke Kunstzaal Kleykamp de La Haya. Tras la Internationale du Surréalisme, Domínguez no volverá a presentar objetos para exposición en vida, aún confeccionándolos hasta sus últimos años como pertenencias personales o para obsequiar a sus amigos.
El pasaje de Óscar Domínguez por el tramo álgido de los objetos surrealistas es en parte documentado por sus compañeros, lo que permitirá la constancia de elaboraciones en paraderos desconocidos. Georges Hugnet publica en mayo de 1935 en Cahiers d'Art el artículo L'objet utile. À propos d'Oscar Dominguez, con imágenes de Le tireur y Arrivée de la belle époque; los números 1-2 de Cahiers d'Art de junio de 1936, monográfico con el título Pour l'objet sobre la materia, tiene consigo un registro de Exacte sensibilité en fase de construcción; se conocen dos tomas de la sesión fotográfica realizada por Man Ray sobre la pieza Brouette, con modelo femenino exhibiendo vestido de Lucien Lelong, presente a su vez en el número 10 de Minotaure de diciembre de 1937; Jamais aparecerá en las publicaciones Voilà, Paris-Midi, Marianne, Le Rire y Life entre enero y febrero de 1938; el maniquí n.º 11 de la Rue de la Transfusion de Sang, instalado durante la International de 1938 en la Galerie Beaux-Arts es fotografiado por Raoul Ubac, Josef Breitenbach, Denise Bellon, Robert Valencey y Man Ray, valiéndose este último de una toma para la ilustración de su álbum Les Mannequins. Résurrection des mannequins editado en 1966. Jamais es hallado en 2019 por el historiador de arte y museólogo Emmanuel Guigon entre las pertenencias de Picasso al concluir que el objeto habría sido obsequiado por el autor al artista malagueño; en 2020 la obra es incluida tras restauración en la muestra Picasso. La mirada del fotógrafo celebrada en el Museo Picasso de Barcelona. Atendiendo a su formato, los objetos surrealista de Óscar Domínguez pueden distinguirse entre objetos de cuerpo independiente, como los citados Le tireur, Conversion de la force y Jamais, así como también, Jeux, Overture o Parole d'honneur de 1937, las cajas-objetos como Caja con piano y toro de 1936 o Boïte de cigares, La estrella acuática o L'improviste de 1938, y los cuadros-objetos como Exacte sensibilité, o Pérégrinations de Georges Hugnet. Los objetos de formato independiente, exentos de la atmósfera en la que se imbuyen las entidades del surrealismo pictórico de Domínguez, se identifican con estas, por lo demás, en lo mayor de sus aspectos conceptuales; se trata de la materialización de ideas simbólicas y elementales, a menudo diluidas en su interrelación, capturadas en aquel instante de mutación en el que pueden ser interpretadas en su fórmula como un símbolo nuevo y único, representante de una voluntad singular y poética. Objetos como Overture o Brouette se aproximan más a una combinación poética de los símbolos definida, cerrada, deliberada y coherente. En contraste con sus formas pictóricas, las obras de este género del autor evocan con menor intensidad sentimientos de angustia o desasosiego en tanto se enfatizan los atributos asexuados, cómicos y ocurrentes, dispuestos a la consideración, la curiosidad o la paradoja. Se reitera en cualquier caso el cruce de ideas en sentidos opuestos hasta su imposibilidad o el plano vertical diferenciador. Son también objetos surrealistas conocidos de Óscar Domínguez los titulados Le Dactylographe y L'après-midi de 1935, El encuentro de materias exactas, Fin de un día sin aventuras y Violin et tête de poulain, de 1936, Le calculateur de 1943, Minotaure de 1955 y Le trophée de Marie-Laure de 1957.

##### Escultura
Numerosas razones de sólida consistencia confluirían en torno a 1940 para propiciar en Óscar Domínguez un viraje desde la manufactura de objetos surrealistas hacia la labor escultórica. Un caso elocuente de la transición entre los dos géneros de producción se contempla con Tête de taureau, de 1936, construcción simple y audaz de madera pintada, enmarcada al modo del cuadro-objeto, cercana a la desproporción y al animismo de la máscara tallada, en representación directa y primitiva del concepto individualizado de la cabeza de toro. El volumen de las construcciones imaginadas por Domínguez durante la denominada etapa pictórica de las mujeres desmontables se extiende en 1942 a su perfilado en madera. El rendimiento en este tipo de industria resultará escaso comparado con el de la pintura, y relevante por su calidad y por la riqueza de sus connotaciones; son de este año las esculturas Mujer desmontable I, Mujer desmontable II y la mujer acostada Escultura transformable. Las tallas en madera de las mujeres desmontables, de antropomorfismo hipertrofiado, cosificadas o fetiches, se articulan en piezas de ajuste, y son susceptibles de tornarse armadas y desarmadas según el deseo del observador. La facultad de la combinación de las partes concede a las figuras la cualidad de una corporeidad indeterminada, elusiva, nunca concluyente. Acorde a los sentimientos creativos del arte indígena o el arte prehistórico, las mujeres desmontables de Domínguez apelarían a los instintos primarios del individuo, favoreciendo la fertilidad, infundiendo temor o respeto, o facilitando la alucinación. Con la Escultura transformable se sustituye el formato de la talla de piezas desmontables por el de las piezas móviles, con similares resultados. El mismo planteamiento se dará con Poupée flechée, igualmente fechada en 1942.
El autor mantiene una relación sentimental con la escultora Nadine Effront en 1950 cuando conoce a la promotora de las artes Marie-Laure Bischoffsheim, vizcondesa de Noailles, quien le sostiente con el desarrollo de la nueva década en el propósito de impulsar su carrera profesional en Europa; la amistad con Marie-Laure de Noailles deviene en una nueva relación sentimental y afianza la ruptura de su matrimonio con Maud Bonneaud. Es esta una nueva oportunidad para Domínguez en el empeño de perfeccionar sus dotes como escultor. En enero de 1951, el tinerfeño dispone de un taller para la forja de hierro, así como un espacio de retiro con Marie-Laure en la Villa Noailles de la localidad de Hyères. Los jardines de la villa serán decorados con los trabajos en hierro de 1951 Gato, Petit fille sautant à la corde y L'oiseau, imitaciones de los dibujos bidimensionales y filiformes practicados hasta entonces en papel, sustituido el trazo por la vara de metal, en planos estructurados de hasta tres metros de longitud, carentes de dintornos; El pirata, muy semejante, se vale de su tridimensionalidad para apoyarse sobre el techo del apartamento anexo, desde el que escudriña como un minotauro con catalejo la lejanía, silueteado en blanco los planos mayores con velamen de barco acordonado. En un ángulo del jardín triangular del recinto el artista erigirá complementariamente el Monumento al gato, formado por cuatro pilares y un dintel asentados como mampostería de piedra y hormigón; el dintel es decorado con vidrio verde, varillas de acero y remates de prismas triangulares, con el aspecto esquemático de un gato. Una réplica de esta construcción, de aproximadamente tres metros de alto y cuatro de ancho, se introducirá entre el complejo escultórico del Parque García Sanabria en Santa Cruz de Tenerife, en 1973.

##### Cerámica y esmalte sobre cobre
En el transcurso de sus estancias en la Costa Azul, Pablo Picasso habría conocido la fabricación cerámica tradicional en el contexto de la industria alfarera típica de la localidad de Vallauris. Durante una de las exposiciones organizadas por los alfareros del lugar, los esposos Georges y Suzanne Ramié animan en 1946 al artista malagueño a iniciarse personalmente en esta práctica con algunas creaciones. Picasso tendrá un espacio en sus comienzos como ceramista en el taller del matrimonio Ramié, Madoura, hasta su mudanza en 1948 a la Villa La Galloise, en la misma población. En 1949 Picasso habría organizado ya su propio taller de cerámica; en pocos años «creó más de 2.000 piezas, número que atestigua claramente la desacostumbrada energía con la cual se precipitó sobre esa nueva técnica. La fase más intensa [...] se produjo en Vallauris, en el período que va desde 1947/1948 hasta 1954.» Óscar Domínguez probaría también a hacer algunas piezas de cerámica en la misma fábrica donde trabajaba Picasso en 1949, pintadas y decoradas de acuerdo a su personal estilo, con elementos procedentes de sus cuadros.
Por otra parte, Domínguez y Maud Bonneaud se interesarían por la vitrificación de objetos. Ambos se comprarían «un pequeño horno en el que probaron distintos métodos [...] Juntos realizaron mediante esta técnica unas pequeñas placas vitrificadas que reproducían ciertos elementos de su obra pictórica». Son cerámicas o esmaltes conocidos del pintor canario el Plato de sandía con moscas, los diseños sobre cobre del autor y Bonneaud Cabeza, Pareja, y Pez y frutero, un broche sin título de técnica mixta o su Botijo de 1949.

##### Murales, escenografía y vestuario
Al pintor se debe la decoración con murales realizados de manera colectiva o individual. En 1945 interviene en la realización de dos frescos para la sala de guardia del Centre Hospitalier Sainte-Anne de París, en compañía de Marcel Jean, Jacques Hérold, Maurice Henry, Frédéric Delanglade, Louis Fernández, Francis Bott, Honorio García Condoy, Baltasar Lobo y Manuel Viola. En 1953 estará con Maurice Van Moppes, Lucien Coutaud, Marcel Vertes, Vieira Da Silva, Felix Labisse, Georges Wakhevitch y Marie-Luise de Noailles en la decoración del restaurante cabaret La Castagnette de la capital francesa. Individualmente, Domínguez ornamenta con un fresco de unos diez metros parte de los muros de la Villa Noailles, mientras que en la pared de las instalaciones correspondientes a la piscina del recinto pintaría una tauromaquia de inspiración micénica. El relieve en piedra de un toro en un muro del castillo de St. Bernard en Hyères del autor se halla datado en 1952.
Domínguez habría intervenido además en el diseño del vestuario y los decorados y en la realización de estos últimos para la representación de la obra de teatro de Jean-Paul Sartre, Le Mouches, llevada a los escenarios de Alemania. Sin embargo, tanto «los dibujos preparatorios del decorado como los diseños de los trajes se han perdido [...] ésta fue la única incursión de Domínguez en el campo de la escenografía».

## IODACC
El complejo arquitectónico Tenerife Espacio de las Artes|TEA, ubicado en Santa Cruz de Tenerife, integra desde octubre de 2008 el museo contemporáneo Instituto Óscar Domínguez de Arte y Cultura Contemporánea, (IODACC); el diseño del recinto cultural, dirigido por el tinerfeño Virgilio Gutiérrez Herreros, se debe al estudio de arquitectos suizos Herzog & de Meuron. En julio de 2017 se anuncia la constitución de la Comisión Consultiva de Expertos y Defensa de la Obra de Óscar Domínguez (CEDOOC), con localización en TEA, destinada a «emitir consideraciones sobre la autenticidad de las obras del pintor [...] un seguimiento continuado de las diferentes obras de Domínguez que habitualmente salen a subasta, así como de aquellas otras presentadas en galerías y ferias de arte de las exhibidas en diferentes contextos expositivos, con el objetivo de obtener la información necesaria sobre la circulación de sus obras y atribuciones en el mercado de arte».

## Filmografía
- El director de cine Alain Resnais registrará a Óscar Domínguez ejerciendo la actividad pictórica en su estudio en 1947. Se produce con este material el documental incompleto Visite à Monsieur Domínguez.

- En 2007 se estrena el largometraje documental Monsieur Domínguez, rodaje en París y en Tenerife que analiza la obra del pintor a través de la crítica del arte especializada en surrealismo. Dirige este documental el cineasta Miguel G. Morales, con coproducción del Gobierno de Canarias y Televisión Canaria.

- La figura de Óscar Domínguez ha sido llevada al cine de ficción con Óscar, una pasión surrealista, estrenada en España el 22 de febrero de 2008. La película es una producción de Report Line, dirigida por Lucas Fernández, escrita por Lucas Fernández y Eduardo del Llano, protagonizada por los actores Joaquim de Almeida, Victoria Abril y Emma Suárez, con participación de RTVE.